# Le Roi Lear
Pour les articles homonymes, voir Lear.
Le Roi Lear (en anglais : King Lear) est une tragédie en cinq actes en vers et en prose, qu'on suppose avoir été écrite entre 1603 et 1606 par William Shakespeare et jouée le 26 décembre 1606 au palais de Whitehall de Londres en présence du roi Jacques Ier d'Angleterre.
Shakespeare a placé l’action de cette pièce dans une Grande-Bretagne préchrétienne, soit vers 800 de notre ère,, de façon que les personnages ne puissent trouver qu’en eux-mêmes et dans leur environnement terrestre la réponse à leurs souffrances et à leurs questionnements. La pièce s'inspire entre autres de l’Historia regum Britanniæ de Geoffroy de Monmouth, qui évoque la figure légendaire de Leir, roi mythique de l'île de Bretagne à l'époque celtique précédant la conquête romaine et de sa fille Cordélia. Elle contient une double intrigue (procédé habituel chez l'auteur) dont l'action secondaire contribue à renforcer les différents moments de l'action principale.
Il existe deux versions distinctes de la pièce : The True Chronicle of the History of the Life and Death of King Lear and His Three Daughters (Chronique véridique de la vie et de la mort du roi Lear et de ses trois filles), publiée en in-quarto en 1608, et The Tragedy of King Lear (La Tragédie du roi Lear), publiée dans le Premier Folio de 1623 dans une version plus adaptée au théâtre. Les deux versions sont généralement éditées en un seul texte, mais plusieurs éditeurs modernes pensent que chaque version possède ses propres mérites.
Après la Restauration anglaise, la pièce est remaniée par des auteurs et des metteurs en scène qui la trouvent trop sombre et affligeante. Depuis le XIXe siècle elle est cependant régulièrement donnée en exemple comme l'une des pièces les plus achevées de l'auteur, les critiques notant en particulier la véracité avec laquelle le poète exprime les souffrances humaines et les tragédies familiales.
Elle a été très souvent adaptée à la scène et à l'écran et les comédiens les plus célèbres ont incarné le rôle de Lear. La tragédie a également été source d'inspiration, parfois inaboutie, pour nombre de compositeurs.

## Personnages
- Lear, roi de l'île de Bretagne ; figure patriarcale que son opinion erronée sur ses filles conduit à sa perte et à la leur.
- Goneril, fille aînée du roi Lear, personnage perfide, épouse du duc d'Albany.
- Régane, deuxième fille du roi Lear, également perfide, épouse du duc de Cornouailles.
- Cordélia[6], plus jeune fille de Lear, sincère, intransigeante, préférée de son père.

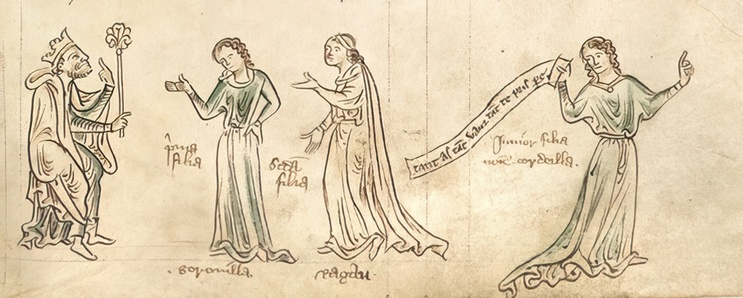
Le roi Lear et ses filles, Chronica Majora de Matthieu Paris, vers 1250.

- Le duc[7] d'Albany, époux de Goneril ; Goneril se moque de sa « douceur laiteuse » ; se retourne contre sa femme vers la fin de la tragédie.
- Le duc de Cornouailles, époux de Régane ; exerce des pressions contre le comte de Kent, abandonne Lear dans la lande au cours d'une tempête, crève les yeux de Gloucester dont l'un des serviteurs le blesse mortellement.
- Le comte de Gloucester, père d'Edgar et d'un fils illégitime, Edmond ; Edmond le trompe au détriment d'Edgar : celui-ci s'enfuit en prenant l'identité fictive de Tom.
- Le comte de Kent, fidèle à Lear, mais il est exilé par le roi en représailles pour ses protestations contre la manière dont Lear a traité Cordélia ; apparaît dans une grande partie de la pièce, sous l'identité de Caius ; il se déguise et se place au service du roi, sans faire connaître sa véritable identité.
- Edgar, fils légitime de Gloucester ; déguisé en Tom, mendiant de Bedlam, aide son père aveugle ; à la fin de la tragédie retrouve ses droits.
- Edmond, fils bâtard de Gloucester ; il s'allie avec Goneril et Régane pour réaliser ses ambitions ; est tué en combat singulier par Edgar.
- Oswald, intendant de Goneril ; décrit comme « mauvais et intéressé » ; essaye de tuer Gloucester, mais est tué par Edgar.
- Le fou du roi, bouffon fidèle à Lear et Cordelia, bien que ses relations avec les deux soient assez complexes : on ne le voit jamais en présence de Cordelia ; a une relation privilégiée avec Lear : personne d'autre ne peut se permettre de traiter le roi comme le fait le fou.
- Le roi de France, prétendant puis époux de Cordélia, ému par sa sincérité.
- Le duc de Bourgogne, prétendant de Cordelia, renonce à ses vues en l'absence de dot.
- Curan, courtisan.
- Un vieil homme, vassal de Gloucester.
- Un médecin, dans le camp des forces françaises.
- Un officier, au service d'Edmond.
- Un gentilhomme, attaché à Cordélia.
- Un héraut, dans le camp de l'armée anglaise.
- Fonctionnaires de Cornouailles, chevaliers de la maison de Lear, officiers, messagers, soldats et gens de la suite.

## Intrigue

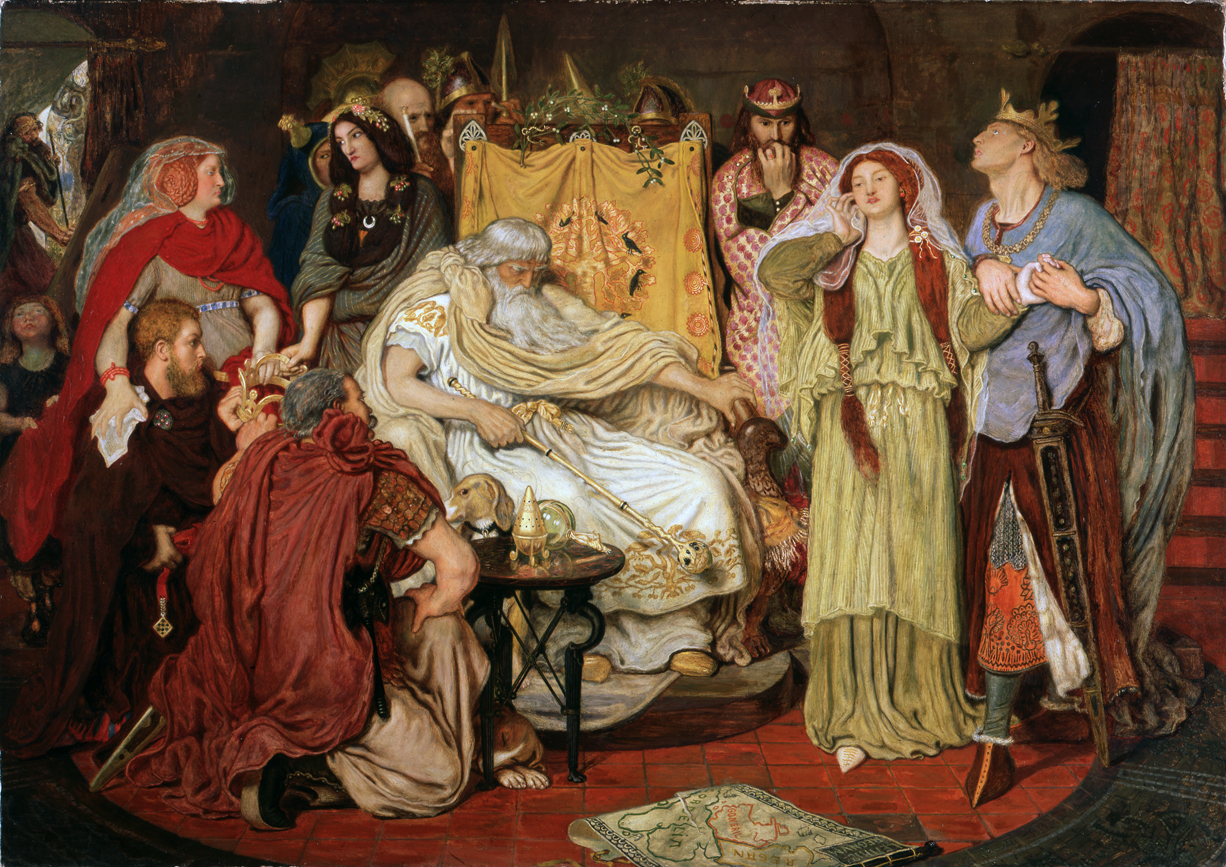
La Part de Cordélia (1866), Ford Madox Brown.

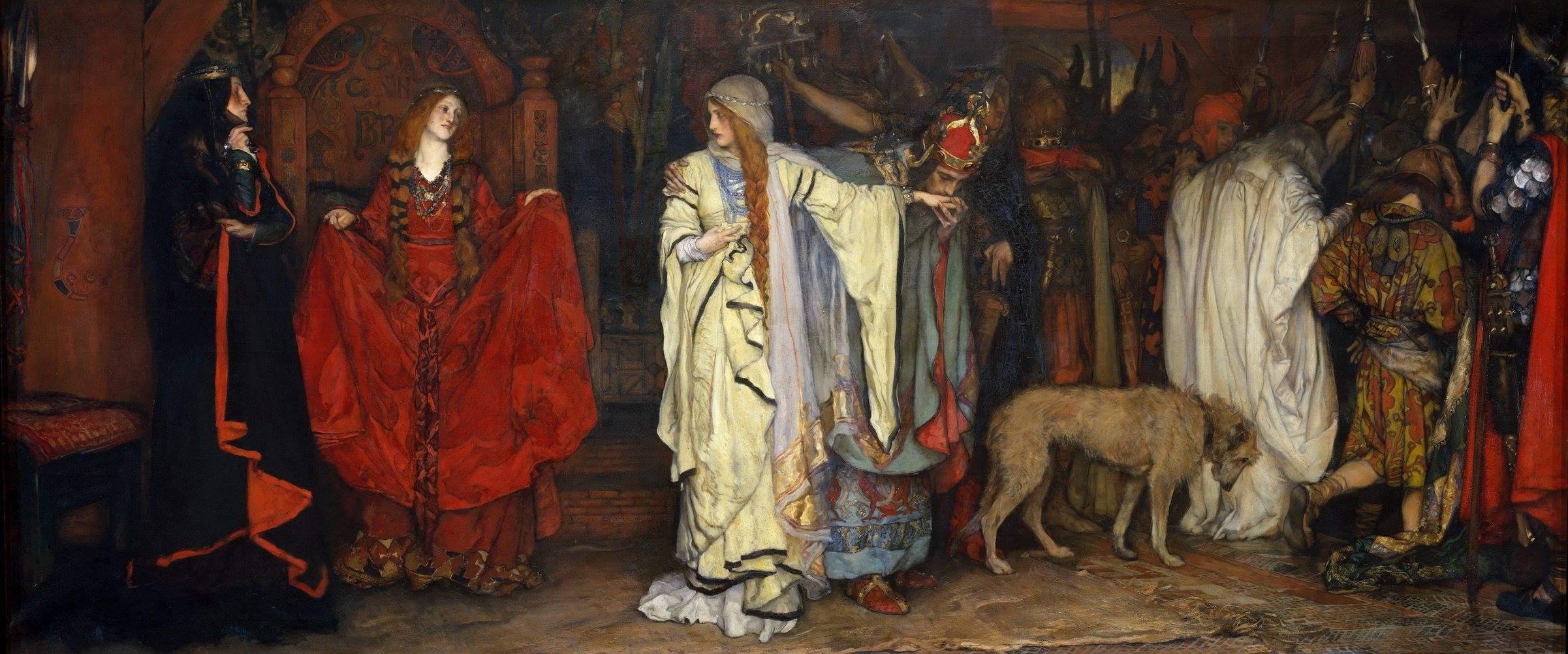
Les Adieux de Cordélia (1898), Edwin Austin Abbey.

Dans la grande salle du palais des rois de l'île de Bretagne, le vieux roi Lear réunit ses filles, leurs maris et son fidèle ami le comte de Kent. Il annonce son désir de se retirer du pouvoir et sa décision de diviser son royaume entre ses trois filles, Goneril mariée au duc d'Albany, Régane épouse de Cornouailles et Cordélia, la plus jeune, courtisée par le duc de Bourgogne et le roi de France. La plus large part sera offerte à celle qui saura lui déclarer qu'elle l'aime le mieux. Alors que les deux aînées n'hésitent pas à jouer la carte de la flagornerie, Cordélia se montre sobre et sincère en affirmant qu'elle devra un jour la moitié de son affection à un futur mari bien qu'elle aime profondément son père. Blessé par cette réserve qui pique d'autant plus son orgueil qu'elle émane de son enfant préférée, Lear déshérite Cordélia, partage le royaume entre les deux autres sœurs, la chasse impitoyablement et annonce qu'il ira vivre alternativement sur les terres de Goneril et de Régane avec sa suite d'une centaine de chevaliers. Le comte de Kent, proche du roi, s'oppose à ce traitement injuste et tente de faire entendre raison au souverain qui, excédé, le bannit également. Apprenant l'infortune de Cordélia, le duc de Bourgogne renonce à ses vues mais le roi de France, sa passion raffermie par tant de vertus qu'il juge plus précieuses qu'une dot, annonce que Cordélia régnera sur la belle France où elle trouvera mieux que ce qu'elle a perdu.

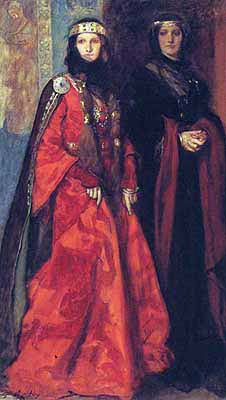
Goneril et Régane (1902), Edwin Austin Abbey.

Parallèlement se déroule au château du comte de Gloucester une seconde intrigue sur le même thème de l'amour filial. Le comte a deux fils, Edgar, l'enfant légitime, et Edmond, son bâtard. Ce dernier trahit son père et son frère par ambition et pour gagner l'héritage auquel son statut de bâtard ne lui donne pas droit. Il déclare ainsi à la scène 2 « Ainsi donc, Edgar le légitime, il faut que j’aie votre patrimoine [...] Que je [le] doive à mon esprit, sinon à ma naissance ! ». Par une fausse lettre, qu'il révèle soi-disant contre son gré, Edmond démontre à Gloucester qu'Edgar cherche à usurper la succession tout en se montrant habilement le défenseur de son frère qu'il semble vouloir protéger du courroux de ce père. Dans un jeu de dupes, il pousse Edgar à se sauver pour mieux convaincre ensuite son père, en se blessant lui-même, que la raison de cette fuite est la lutte entre les deux frères provoquée par Edgar en raison du refus d'Edmond d'attenter à la vie du comte. Tous les hommes d'armes étant à sa recherche et les ports surveillés, Edgar trouve refuge dans la lande sous les oripeaux du pauvre Tom, mendiant de Bedlam.
Cependant, Kent, décidé à protéger son roi, retourne déguisé au palais et, se présentant sous le nom de Caius, se fait engager comme serviteur par Lear. Il aide le roi à corriger Oswald, l'intendant de Goneril, qui, sur ordre de sa maîtresse se refusait à servir Lear. Celui-ci commence à réaliser l'ascendant que Goneril a pris sur son père : elle ne le respecte plus, lui ordonne de se mieux comporter et de réduire sa suite qu'elle accuse de se quereller avec ses gens. Le fou se moque des malheurs du roi et de cette inversion des rôles. Furieux, Lear annonce qu'il part pour la maison de Régane dont il pense qu'elle lui réservera une affection et un sort meilleur. Albany, pris à témoin, tente de raisonner son épouse mais Goneril lui reproche sa « douceur d'agneau » et envoie Oswald prévenir sa sœur par un courrier. De son côté Lear fait porter une lettre à Cornouailles par Caius (Kent).
Pour éviter de recevoir son père, Régane se rend avec le duc de Cornouailles au château de Gloucester où Caius (Kent) et Oswald se rencontrent, attendant les réponses aux missives. Kent invective l'intendant et tire l'épée contre le couard qui en appelle à l'aide de ses maîtres. Cornouailles, malgré les protestations de Gloucester, fait enferrer Kent dans les ceps. Lorsque Lear arrive chez le comte de Gloucester, il ne peut croire que la mise au pilori de son cher serviteur soit le fait de sa fille. Or celle-ci et Cornouailles se prétendant épuisés par leur voyage refusent de lui parler et n'acceptent de descendre que sur l'intercession de Gloucester. Goneril qui est venue rejoindre sa sœur se ligue avec elle et Cornouailles pour refuser au vieux roi, non plus la moitié de son escorte, non plus vingt-cinq chevaliers mais ne lui accordera désormais plus un seul homme puisque ses gens se querellent avec ceux de la maison de ses filles. Accablé par la dureté et l'ingratitude de ses enfants auxquelles il a tout donné, il quitte le château sous la tempête, accompagné du fou. Avant de les rejoindre, Caius (Kent) confie à un gentilhomme de confiance la mission de rejoindre Douvres où Cordélia, informée du sort réservé à son père et des dissensions qui se font jour entre Albany et Cornouailles, a débarqué avec l'armée du roi de France.

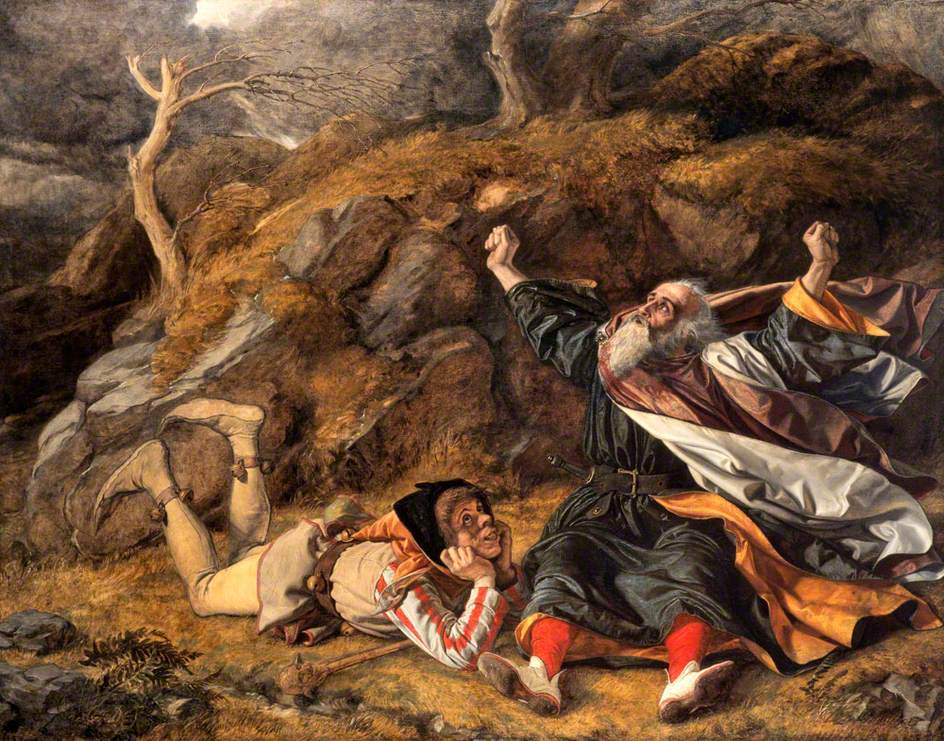
Le Roi Lear et le fou dans la tempête (1851), William Dyce.

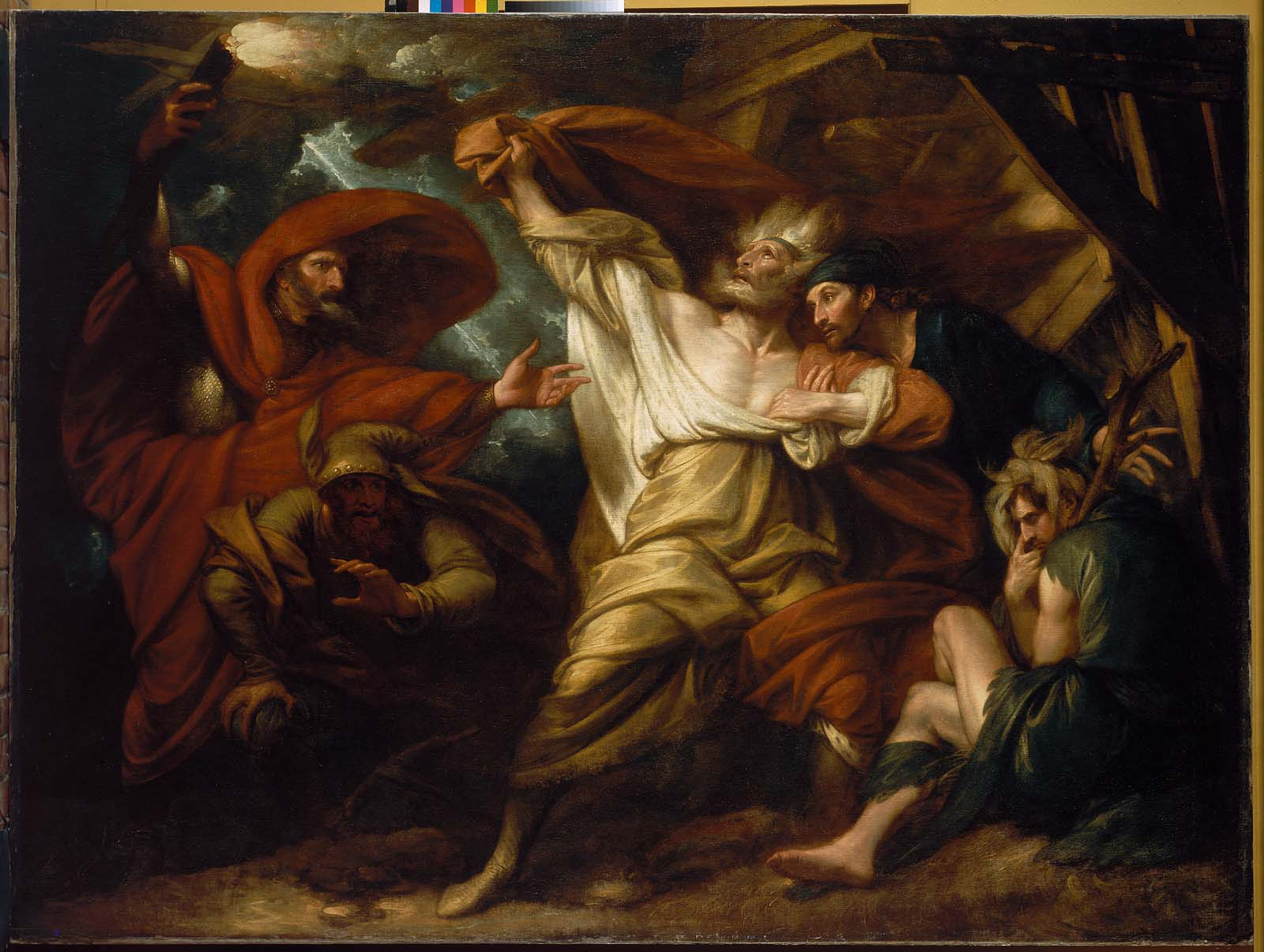
Lear dans la tempête (1788), Benjamin West.

Dans la lande dévastée par la tempête et l'orage, le roi délire en écho aux sentences du bouffon. Caius (Kent) retrouve le fou et Lear et les conduit jusqu'à une hutte où ils pourront se mettre à l'abri pendant qu'il ira forcer l'hospitalité du comte. La hutte est occupée par un être hirsute que le fou prend pour un fantôme et qui dit se nommer « le pauvre Tom ». Il s'agit d'Edgar quasiment nu, hors une couverture autour des reins, et tenant des propos incohérents que Lear qualifie de « philosophie ». À l'exemple du pauvre hère, le roi, toujours plus divaguant, déchire ses vêtements imaginant que si « le pauvre Tom » en est réduit à ce triste état, lui-même ne peut à son tour que se dépouiller. Gloucester parti à leur recherche les retrouve et persuade Lear de venir s'abriter dans une dépendance du château ce que le roi n'accepte qu'à la condition que son nouvel ami, son « bon Athénien » – dans lequel Gloucester n'a pas reconnu Edgar – les accompagne. Avant que Lear ne s'abandonne à un peu de repos, le roi, le fou et le « philosophe », sous le regard désolé de Kent, et pendant que Gloucester les abandonne un moment, organisent un simulacre de procès où des tabourets tiennent le rôle de Goneril et Régane.
Gloucester ne tarde pas à revenir, les pressant de s'enfuir vers Douvres afin d'échapper à un complot qu'il vient de découvrir, visant à tuer le roi et ses défenseurs. Toujours dupe d'Edmond, le comte de Gloucester lui avait confié, avant de partir à la recherche du roi dans la lande, l'existence d'une lettre l'informant de la connaissance par le roi de France des dissensions entre Albany et Cornouailles et du débarquement des troupes françaises envoyées pour venger l'offense faite à Lear par ses filles. Toujours avec la même duplicité, Edmond se lamente auprès de Cornouailles d'être le fils d'un traître et de devoir par loyauté en être le délateur. Le duc lui renouvelle sa confiance et, pour lui éviter d'assister à ce qui attend son père, l'envoie avec Goneril et Oswald rejoindre Albany. Dès après leur départ Gloucester est arrêté, sa barbe blanche arrachée par Régane et ses yeux crevés par Cornouailles. Un serviteur du comte ayant osé s'interposer, outré de l'injustice de l'acte barbare, blesse mortellement Cornouailles et il est sur le champ tué par Régane.
Au château d'Albany, Goneril apprenant par Oswald l'opposition de son mari à l'offense faite à Lear renvoie Edmond chez Cornouailles après avoir échangé avec lui serments et baiser. Le duc d'Albany paraît alors et reproche à Goneril sa monstruosité de femme et de fille de roi tandis qu'elle le traite avec mépris d'« Idiot, et puéril ! ». Un messager apporte la nouvelle de la mort de Cornouailles et de la torture subie par Gloucester dénoncé par son fils. Albany est atterré et jure vengeance. Goneril s'inquiète de se retrouver en concurrence avec sa sœur maintenant veuve et de perdre Edmond. De son côté Régane apprend d'Oswald que celui-ci est chargé par Goneril d'apporter une lettre à Edmond et confie à son tour un présent pour le fils de Gloucester en faisant comprendre à l'intendant que Goneril ferait bien d'abandonner ses projets et en lui suggérant de supprimer le comte de Gloucester sur le sort duquel trop de monde s'apitoie.
Entre-temps, le comte de Gloucester qui avait été jeté dans la lande après sa mutilation est pris en charge un bout de chemin par un vieux paysan puis par « le pauvre Tom » (Edgar) auquel il demande de le conduire et de le laisser au bord de la falaise de Douvres. Arrivé là, Gloucester, voulant se suicider, croit se jeter de toute sa hauteur dans la prairie mais en fait ne fait que s'évanouir. Edgar, prenant cette fois la voix d'un paysan lui fait croire qu'il a survécu miraculeusement à cette chute d'une hauteur de « dix mâts mis bout à bout ». Lear, toujours enfermé dans sa douloureuse démence croise leur chemin. C'est pour chacun un redoublement de chagrin de constater la souffrance de l'autre. Les paroles de folie succèdent aux discours de révolte et aux propos désespérés. Un gentilhomme de la suite de Cordélia ramène enfin le roi auprès de sa fille. Survient alors Oswald ravi de trouver sur sa route Gloucester dont la tête est mise à prix. Il tire son épée pour le tuer mais Edgar, sous la forme d'un paysan, s'interpose et lui porte un coup mortel. Oswald lui demande avant de périr de remettre à Edmond la lettre de sa maîtresse. Malgré ses scrupules, Edgar ouvre la lettre pour découvrir que Goneril se promet à Edmond en échange de l'assassinat de son mari, le duc d'Albany.

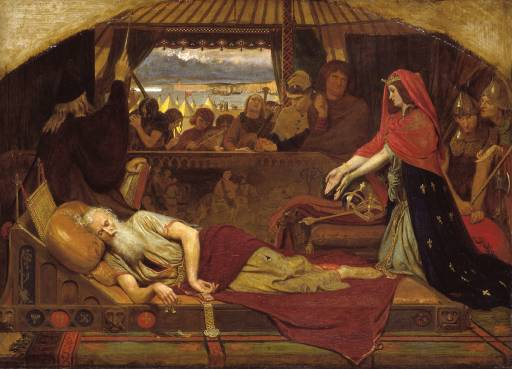
Lear et Cordelia dans le camp français (1849), Ford Madox Brown.

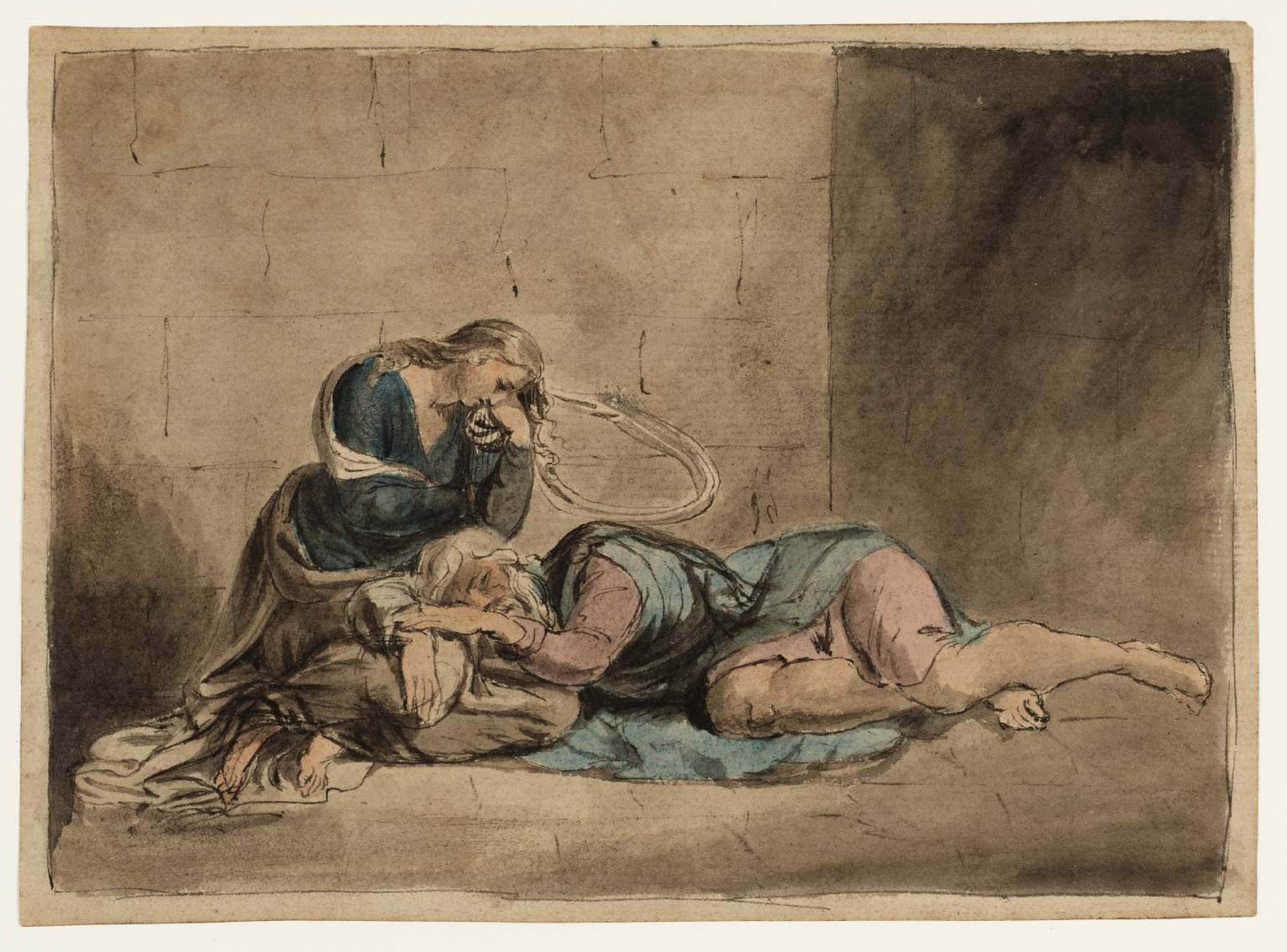
Lear et Cordélia dans la prison (1779) William Blake.

Dans le camp français près de Douvres, Caius (Kent) apprend à un gentilhomme que Lear rôde dans la région tout en refusant de voir sa fille tant la honte et le remords le rongent. Cordélia ordonne qu'on le recherche. Un messager vient annoncer que l'armée anglaise est en marche. Lorsque Lear est enfin ramené, le médecin lui administre le seul remède capable d'apaiser sa douleur, des simples qui vont lui accorder un repos réparateur. Pendant son sommeil, Cordélia l'embrasse et lui déclare sa tendresse. À son réveil Lear s'agenouille pour implorer son pardon pendant que Cordélia lui demande sa bénédiction. Après ces soins et ces paroles apaisantes, le roi retrouve peu à peu ses sens et apprend qu'il se trouve sur ses terres et non en France.
L'armée britannique est déjà proche de Douvres. Albany déclare que sa préoccupation n'est pas la révolte, qu'il considère légitime, des partisans de Lear mais l'invasion du pays par le roi de France. Goneril et Régane se jaugent pendant qu'Edmond tergiverse à part sur le parti à prendre entre les deux sœurs, dont il n'aime manifestement aucune, sans mettre en péril la totalité du gain, le bénéfice du royaume dans son entier. Avant d'entrer dans la tente où doivent se décider les plans de la bataille, Albany est rejoint par Edgar, toujours déguisé en paysan. Ce dernier lui remet la lettre de Goneril destinée à Edmond et lui déclare que s'il est toujours vivant après la bataille, il lui suffira de faire appeler, par la sonnerie de la trompe, le champion que lui-même se charge d'envoyer pour faire droit à Albany dans l'intrigue que lui révélera la lettre.

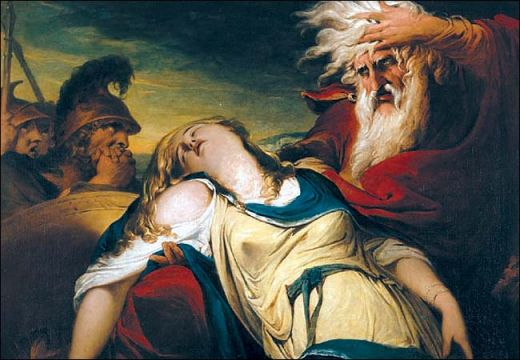
Lear pleurant la mort de Cordélia (détail 1788), James Barry.

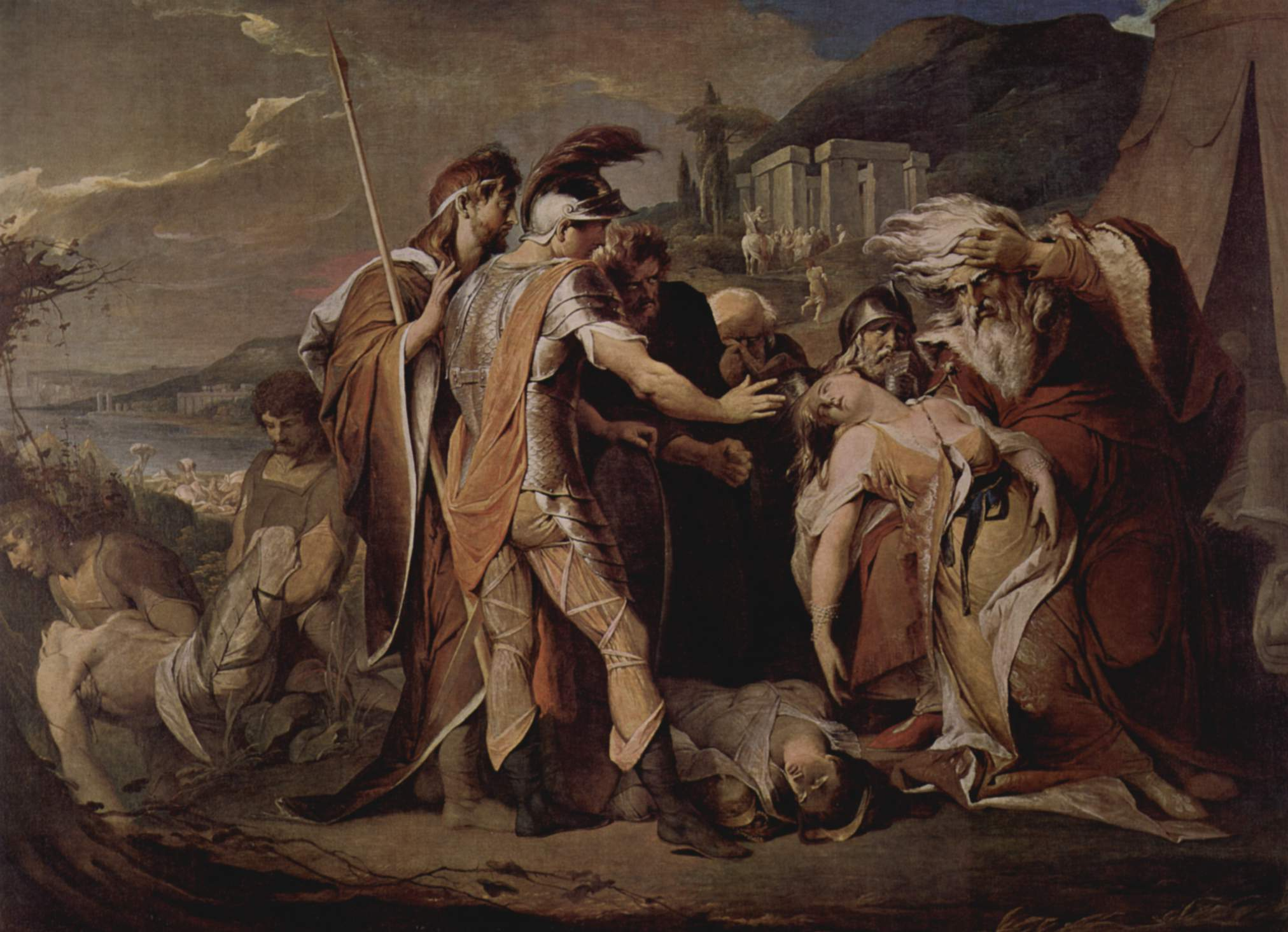
Lear pleurant la mort de Cordélia (1788), James Barry.

La bataille a eu lieu. Les Anglais sont victorieux. Lear et Cordélia sont emprisonnés. Edmond ordonne à un capitaine de les suivre et d'exécuter la mission inscrite sur l'ordre écrit qu'il lui remet. Albany réclame que le roi et la reine lui soient remis pour être traités selon leur rang. Edmond, bien que vassal d'Albany, refuse et voit sa défense prise tant par Régane que par Goneril qui, toutes deux, se glorifient d'avoir investi de leur propre pouvoir l'homme dont elles se disputent l'illusoire affection. Albany les pousse dans leur retranchement, incitant leur opposition, met fin à la sinistre comédie en mettant Edmond aux arrêts pour haute trahison et fait sonner la trompette et quérir le champion promis par Edgar. Celui-ci se présente masqué, sans révéler encore son identité, les deux frères combattent, Edmond tombe et Edgar se nomme enfin. Il conte alors comment il a secouru son père jusqu'à ce que le cœur du vieil homme ne cède en apprenant, avant son départ pour le combat, que « le pauvre Tom » et le paysan secourable ne faisaient qu'un avec son fils légitime injustement banni. Il conte aussi comment Kent, sous les traits du serviteur Caïus, a assisté Lear et comment le comte de Gloucester a sombré sans connaissance à force de chagrin. On vient annoncer la mort de Goneril et de Régane : la première a empoisonné l'autre et s'est poignardée. Kent qui a repris son identité arrive et demande à voir Lear. Edmond avoue avant de mourir à son tour avoir avec Goneril donné l'ordre de pendre Cordélia dans sa cellule et de prétendre à un suicide. On se précipite à la prison mais il est trop tard. Lear apparaît, le corps de Cordélia dans ses bras et s'illusionne en voyant bouger une plume au souffle de son enfant. Mais Cordélia est morte et le cœur de Lear se brise. Le roi meurt. Albany déclare un deuil général et confie le pouvoir à Kent et Edgar chacun apportant une réponse à la hauteur de son chagrin :

« KENT. - Monsieur, j'aurai bientôt un voyage à faire. 
 Mon maître me fait signe : je ne dois pas dire non. »

« EDGAR. - Au fardeau de ces tristes jours nous devons faire allégeance. 
Parlons selon nos cœurs et non la bienséance ! 
Les plus vieux ont le plus souffert. Nous les cadets, 
Jamais n'en verrons tant, ni ne vivrons tant d'années. »

Les corps sont emportés sur une marche funèbre.

## Hypothèses relatives aux sources
Le personnage de Lear dans la pièce de Shakespeare est fondé sur différents récits décrivant la figure légendaire de la mythologie celtique de Lir ou Llŷr (en). La deuxième édition de The Chronicles of England, Scotlande, and Irelande de Raphael Holinshed, publiée en 1587 est considérée comme la source principale de Shakespeare. Holinshed lui-même a utilisé la trame de l'Historia regum Britanniæ écrite par Geoffroy de Monmouth au XIIe siècle. Dans La Reine des fées  d'Edmund Spenser, publiée en 1590, on trouve également un personnage du nom de Cordélia qui meurt de pendaison comme dans Le Roi Lear. Il existe également un célèbre conte de fée (Princesse Peau de souris) dans lequel un père rejette sa plus jeune fille parce que la déclaration d'affection qu'elle lui adresse ne lui convient pas.
D'autres sources possibles sont A Mirror for Magistrates (en) (1574), de John Higgins ; The Malcontent (en) (1604), de John Marston ; The London Prodigal (en) (1605) ; les Essais de Montaigne, traduits en anglais par John Florio en 1603 ; An Historical Description of Iland of Britaine, de William Harrison (en) ; Remaines Concerning Britaine, de William Camden (1606) ; Albion's England, de William Warner (en), (1589), et A Declaration of egregious Popish Impostures, de Samuel Harsnett (1603), qui a fourni une partie de la langue utilisée par Edgar lorsqu'il feint la folie.
Outre l'intrigue secondaire impliquant le comte de Gloucester et ses fils Edgar et Edmond dont la source se trouve, pour les grandes lignes, dans un conte de Philip Sidney, Countess of Pembroke's Arcadia (en) (1580-1590), narrant l'histoire d'un roi aveugle de Paphlagonie et de ses deux fils, Leonatus et Plexitrus, la principale innovation de Shakespeare est la mort de Cordelia et de Lear à l'issue de la tragédie. Au cours des XVIIIe et XIXe siècles, cette fin tragique a été vivement critiquée et transformée par des versions dans lesquelles les personnages survivent et Edgar et Cordélia sont mariés.

## Hypothèses de datation des textes

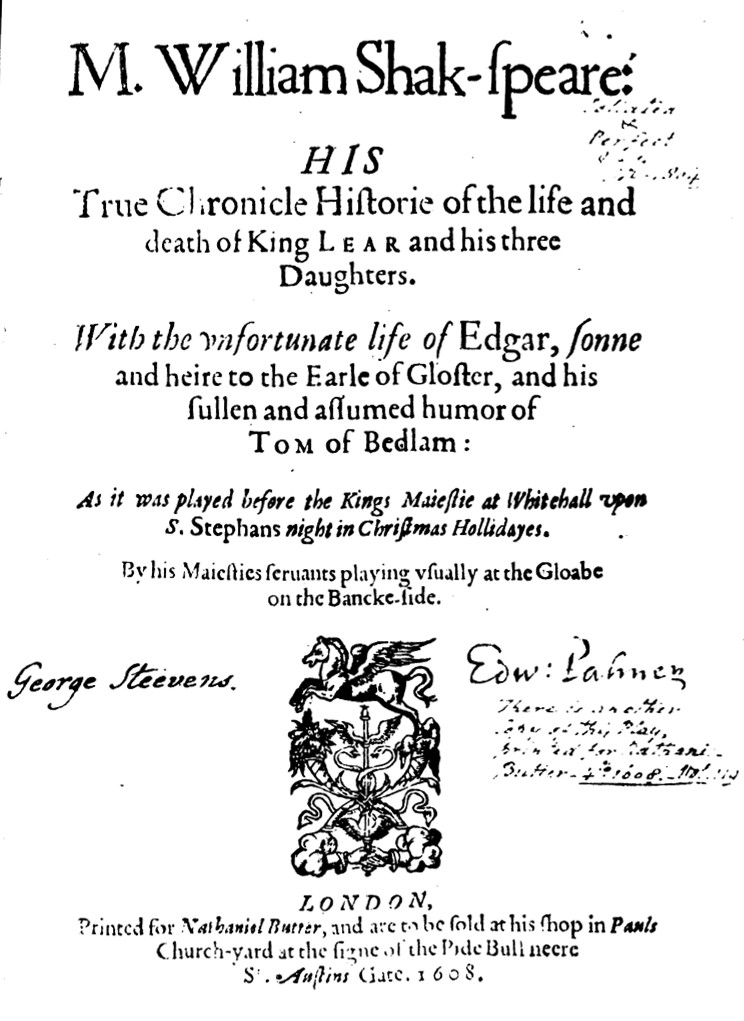
Page de titre de la première édition in-quarto publiée en 1608.

Les dates de l'écriture du Roi Lear ne sont pas précisément connues ; cependant de nombreuses éditions la situent entre 1603 et 1606. Cette dernière date découle de l'enregistrement dans le Registre des Libraires (Stationers' Register en anglais) d'une représentation le 26 décembre 1606. La date de 1603 trouve son origine dans les mots utilisés pour les tirades d'Edgar qui pourraient être tirés de l'ouvrage de Samuel Harsnett, Declaration of Egregious Popish Impostures (1603). Dans son édition Arden, Reginald A. Foakes (en) plaide en faveur de la période 1605-1606, car l'une des sources de Shakespeare, The True Chronicle History of King Leir, n'a été publiée qu'après 1605 ; l'étroite correspondance entre cette pièce et celle de Shakespeare, suggère qu'il aurait travaillé à partir d'un texte plutôt que de la remémoration d'une représentation. À l'inverse, Frank Kermode, dans la Riverside Shakespeare, estime que la publication de Leir pourrait avoir été une réponse aux représentations de la pièce déjà écrite par Shakespeare ; sur la base d'un sonnet de William Strachey présentant des similitudes textuelles avec Lear, Kermode conclut que « 1604-1605 semble être le meilleur compromis ».
Toutefois, avant que Kenneth Muir (en) ne plaide en faveur du lien de la pièce avec le texte de 1603 de Harsnett, une minorité de spécialistes la pensaient bien plus ancienne. En 1936, Alfred S. Cairncross soutenait que « la relation entre les deux pièces Leir et Lear a été inversée : Lear de Shakespeare est antérieur et l'anonyme Leir n'en est qu'une imitation ». Un élément justifiant ce point de vue est que, en 1594, King Leir est entré au Stationers' Register (bien que jamais publié), tandis que la même année une pièce intitulée King Leare était enregistrée par Philip Henslowe comme ayant été représentée au théâtre The Rose. Cependant, selon une opinion majoritaire, les deux références ne seraient qu'une simple variante orthographique de la même pièce, King Leir. Par ailleurs, Eva Turner Clark, une chercheuse oxfordienne (en) sur la question de la paternité des œuvres attribuées à Shakespeare a observé de nombreux parallèles entre les pièces et les événements de 1589-1590, comme celui entre l'intrigue secondaire du bannissement Kent et l'exil de Francis Drake par Élisabeth Ire d'Angleterre en 1589.
La question de la datation est encore compliquée par celle des révisions.
Le texte moderne de King Lear découle de trois sources : deux in-quarto, publiés respectivement en 1608 (Q1) et 1619 (Q2) et la version du Premier Folio (First Folio en anglais) de 1623 (F1). Les différences entre ces versions sont importantes. Le Q1 contient 285 lignes qui n'existent pas dans le F1 et à l'inverse, cent lignes du F1 sont absentes du Q1. De même, au moins un millier de mots diffèrent d'un texte à l'autre ; la ponctuation des deux est totalement dissemblable et environ la moitié des lignes en vers du F1 sont soit imprimées en prose soit coupées différemment dans le Q1. Les premiers éditeurs, à commencer par Alexander Pope, ont tout simplement mixé les deux textes, créant la version moderne demeurée quasiment universellement ainsi depuis des siècles. Cette version amalgamée est née de la présomption que Shakespeare avait écrit un seul manuscrit original, aujourd'hui malheureusement perdu, et que les versions in-quarto ou en folio sont des déformations de l'original.
Dès 1931, Madeleine Doran (en) suggérait cependant que la provenance des deux textes était fondamentalement différente, et que leurs divergences étaient particulièrement édifiantes. Cet argument n'avait toutefois pas reçu un très large écho jusqu'à la fin des années 1970 où il a été repris, principalement par Michael Warren et Gary Taylor (en). Leur thèse, bien que controversée, a obtenu une reconnaissance significative. Elle pose, en substance, le postulat de ce que le in-quarto proviendrait d'une sorte de « version de travail (en) » (en anglais foul papers) et le folio serait d'une certaine manière issu de la brochure du souffleur préparée pour la représentation par la compagnie théâtrale de Shakespeare ou une autre troupe. En bref, le Q1 serait la version « littéraire » et le F1 la version « théâtrale ». La montée de la « révision critique » a fait partie de la tendance conduisant le milieu de la critique à s'éloigner du formalisme du milieu du siècle. The New Cambridge Shakespeare a publié des éditions distinctes du in-quarto et du folio ; la plus récente édition de la Pelican Shakespeare contient à la fois les textes du Quarto de 1608 et du Folio de 1623 ainsi que d'une version mixée ; la nouvelle édition Arden par RA Foakes n'est pas la seule édition récente à proposer le texte mixte traditionnel.

## Histoire des représentations

### Dans le monde anglo-saxon

#### DuXVIIeauXIXesiècle

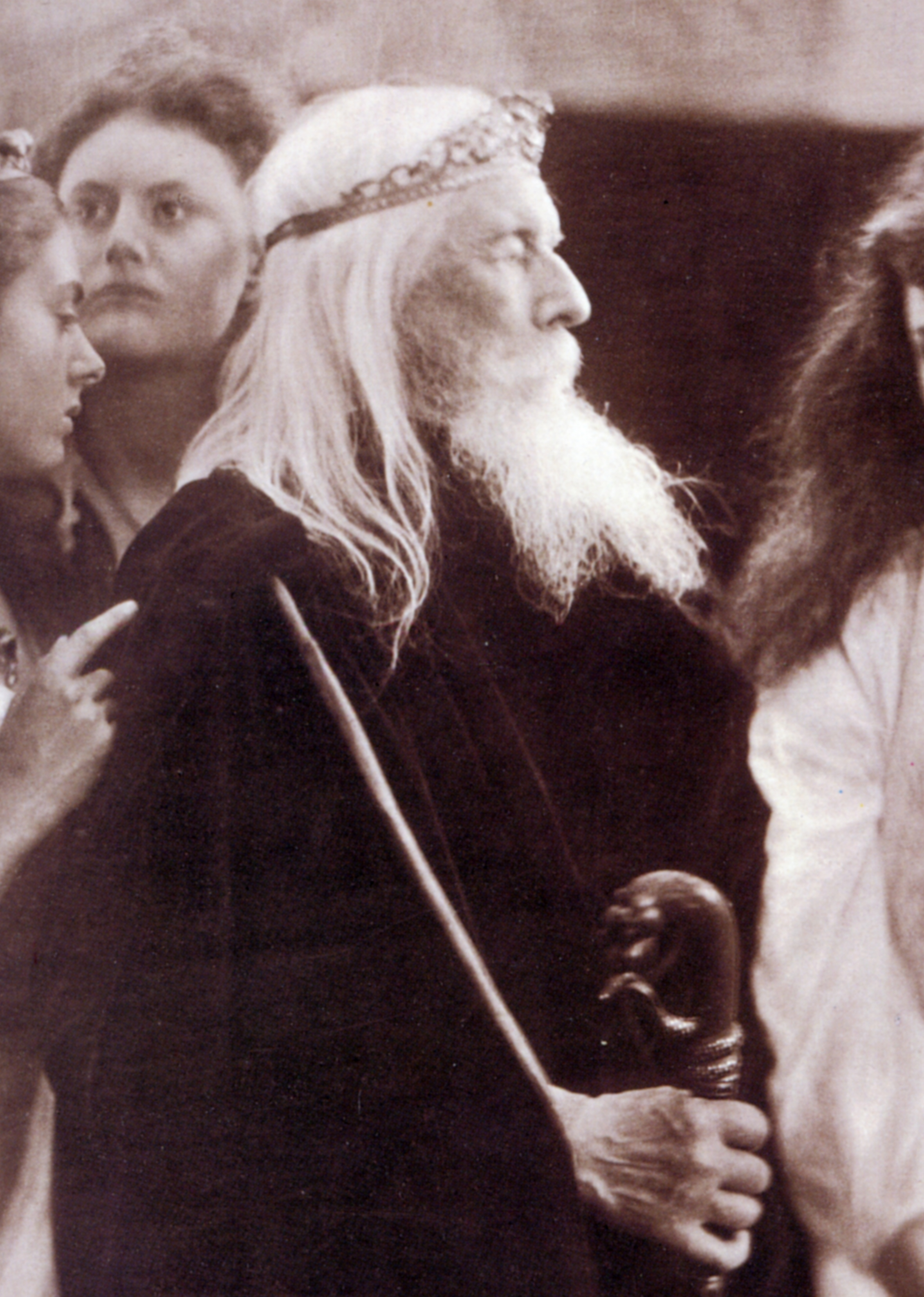
Charles H. Cameron dans le rôle du roi Lear (1872).

La seule représentation de King Lear donnée à l'époque de Shakespeare dont la date soit connue avec certitude parce qu'enregistrée au Stationers' Register est celle du 26 décembre 1606. Reprise après la restauration de 1660, dès la réouverture des théâtres fermés sous le protectorat d'Oliver Cromwell, la tragédie est jouée dans sa forme originale jusqu'en 1675.
L'intense désir de changement caractérisant cette époque a touché les pièces de Shakespeare, Le Roi Lear comme ses autres œuvres. En 1681, Nahum Tate en a réalisé une adaptation, The History of King Lear (en), donnant à la pièce un happy end, avec le mariage d'Edgar et de Cordélia et le retour de Lear sur le trône ; le personnage du fou disparaît complètement, remplacé par celui d'Arante, confidente de Cordélia. Cette version, interprétée par Edmund Kean, Thomas Betterton ou David Garrick a reçu les louanges de Samuel Johnson.
Le gouvernement britannique ne pouvant admettre de voir la folie d'un monarque portée à la scène à une époque où le roi George III souffrait de déficience mentale, la pièce est retirée du répertoire entre la fin du XVIIIe et le début du XIXe siècle. Le texte original ne réapparaît sur la scène londonienne qu'en 1838 avec la création de William Charles Macready.
Edwin Booth, Samuel Phelps (en), entre autres comédiens fameux, ont également interprété de façon mémorable le rôle du roi Lear au XIXe siècle.

#### AuxXXeetXXIesiècles

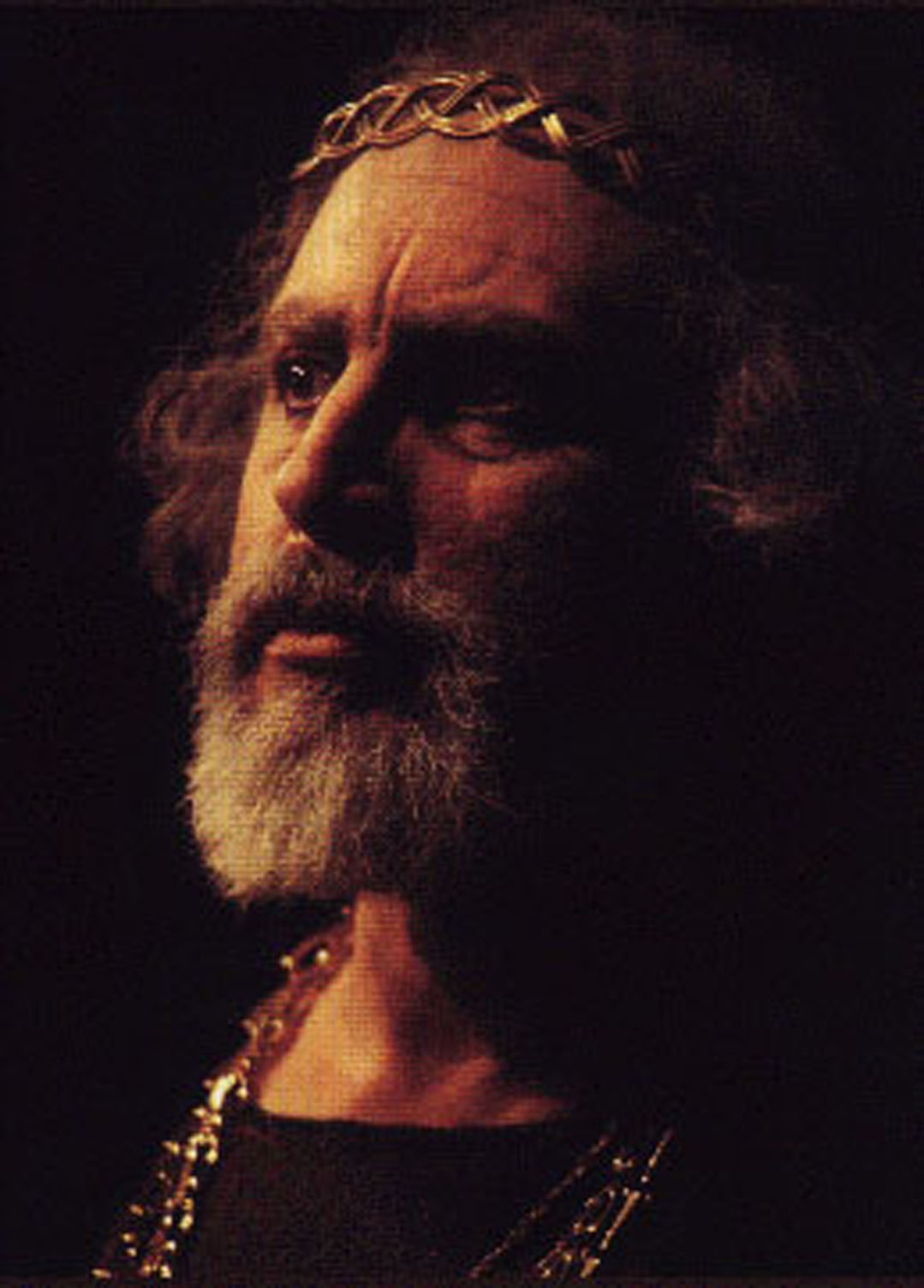
Michael D. Jacobs dans le rôle du roi Lear, lors d'une représentation au durant le Festival Shakespeare de Carmel-by-the-Sea (1999).

Le Roi Lear fait partie des œuvres les plus populaires de Shakespeare à avoir été représentées au XXe siècle. La mise en scène la plus célèbre est celle réalisée par Peter Brook en mai 1962, avec Paul Scofield dans le rôle de Lear et Alec McCowen dans celui du fou. Lors d'un sondage d'opinion en 2004 auprès de membres de la Royal Shakespeare Company, le Lear de Scofield a été désigné comme la plus grande interprétation d'une pièce de Shakespeare de toute l'histoire de la RSC. Cette version a été immortalisée sur pellicule en 1971.
La plus longue durée d'une production du Roi Lear à Broadway est celle de 1968 avec Lee J. Cobb (Lear), Stacy Keach (Edmond), Philip Bosco (Kent), et René Auberjonois (le fou). Elle a tenu l'affiche durant soixante-douze représentations : aucune autre production de la pièce à Broadway n'avait jamais dépassé les cinquante soirées.

#### Quelques interprétations célèbres de Lear
- John Gielgud avait 26 ans lorsqu'il a joué Lear au Théâtre Old Vic, en 1931. Il l'a redonné à l'occasion de trois autres représentations dont l'une, en 1955 au Stratford Memorial Theatre sur une scénographie du sculpteur Isamu Noguchi, fut particulièrement controversée[25]. Il était âgé de 90 ans lorsqu'il a, pour la dernière fois, participé à une production radiophonique en 1994 avec Judi Dench, Kenneth Branagh et Derek Jacobi.
- Donald Wolfit a été considéré comme l'un des grands Lear, en gardant le rôle à son répertoire pendant plus de dix ans et en l'interprétant à Broadway et pour la Royal Shakespeare Company dans les années 1940-1950.
- Laurence Olivier a décidé d'aborder le rôle pour la deuxième fois à l'âge de 75 ans dans une production pour la télévision 1983 avec une distribution où l'on retrouvait des vedettes comme Diana Rigg, John Hurt ou Colin Blakely. Olivier avait joué précédemment Lear en 1946, à l'âge de 39 ans, à l'Old Vic Theater, mais son interprétation avait déçu et été éclipsée par la performance d'Alec Guinness dans le rôle du fou[26]. Son Lear de 1983 a été diffusé aux États-Unis en 1984 dans une présentation de deux heures quarante largement acclamée et qui a valu à Laurence Olivier le dernier de ses nombreux Emmy Awards comme meilleur acteur.
- Orson Welles a joué dans une version télévisée en direct (aujourd'hui conservé sur kinéscope) en 1953 pour CBS, réalisée par Peter Brook. La durée de la pièce était réduite à quatre-vingt minutes, la production ayant éliminé l'intrigue secondaire entre Edgar et Edmond. Welles a à nouveau interprété Lear au Civic Center à New York en 1958 où il a donné la plupart des représentations dans un fauteuil roulant : il s'était fracturé la cheville pendant la générale.
- James Earl Jones a joué Lear au New York Shakespeare Festival, avec Raúl Juliá (Edmond), Paul Sorvino (Gloucester) et René Auberjonois (Edgar). Cette production a été filmée et diffusée en 1974 par PBS.
- Michael Hordern a joué Lear en 1982 dans une série pour la BBC Television Shakespeare.
- Ian Holm a remporté un Laurence Olivier Award pour son interprétation de Lear au Royal National Theatre et une nomination pour un Emmy pour la version télévisée de 1997 dans laquelle les décors minimalistes mettaient l'accent sur le jeu des acteurs.
- Christopher Plummer est peut-être le premier grand Lear du XXIe siècle, en tout cas le premier acteur à recevoir une nomination pour un Tony Award pour son interprétation de Lear dans la production de Broadway en 2004 au Vivian Beaumont Theatre (en).
- David Warner a fait un retour remarqué au répertoire shakespearien en jouant le rôle de Lear dans une production de Steven Pimlott (en) pour le Chichester Festival Theatre (en) en mai 2005.
- Kevin Kline a tenu le rôle de Lear en 2007 dans une production du Public Theater de New York[27].
- Ian McKellen, qui avait précédemment remporté un Drama Desk Award pour les rôles d'Edgar et Kent, a triomphé dans celui de Lear, avec la Royal Shakespeare Company au Courtyard Theatre (en) (le théâtre ouvert pour la durée des travaux du Royal Shakespeare Theatre) de Stratford-upon-Avon en avril 2007. Cette production dont la distribution comprenait aussi Romola Garai (Cordélia), Sylvester McCoy (le fou), Jonathan Hyde (Kent), Frances Barber (Goneril), Monica Dolan (Régane) et William Gaunt (en) (Gloucester) a réalisé une tournée mondiale qui s'est achevée au New London Theatre (en) de Drury Lane le 12 janvier 2008 valant à McKellen une nomination pour un Laurence Olivier Award. La production, réalisé par Trevor Nunn et jouée en alternance avec La Mouette de Tchekhov, a plus tard été filmée et diffusée dans l'émission Great Performances sur PBS, McKellen obtenant une nomination pour un Emmy Award.
- Pete Postlethwaite a joué Lear au Young Vic de Londres du 29 janvier au 28 mars 2009.
- Stacy Keach a tenu le rôle de Lear dans une production du Goodman Theatre de Chicago et pour la Shakespeare Theatre Company (en) de Washington en 2009.

### En France
- 16 janvier 1783 : Versailles[28]

Jean-François Ducis (traduction), Comédiens Français.
- 26 janvier 1783 : théâtre de l'Odéon

Jean-François Ducis (traduction), Comédiens Français
- 10 novembre 1844 : Paris, théâtre de l'Odéon

Frédéric Duhomme et Élie Sauvage (traduction et adaptation).
- 6 avril 1868 : Paris, théâtre de l'Odéon

Jules Lacroix (traduction), Pierre-François Beauvallet (Lear), Paul Félix Taillade (Edgar), Paul Deshayes (Kent), Bienfait (le fou), Mounet-Sully (Cornouailles) Mlle Agar (Goneril), Mlle Nancy (Régane), Sarah Bernhardt (Cordélia).
- 5 décembre 1904 : Paris, théâtre Antoine

Pierre Loti, Émile Vedel (traduction), André Antoine (mise en scène), Lucien Jusseaume (scénographie), Edmond Missa (musique), Antoine (Lear), Andrée Méry (Cordelia), Jeanne Lion (Goneril), Lucie Brille (Régane), Capellani (Edgard).
- 28 juin 1958 : Narbonne, Cour du palais des archevêques (puis tournée dans le sud-est : 6 octobre 1958, Draguignan, etc.)

Paul Chovelon (traduction), Comédie de Provence (compagnie théâtrale d'Aix-en-Provence fondée par Gaston Baty), René Lafforgue (mise en scène et musique), Jean-Pierre Frémont (scénographie), René Lafforgue (Lear), Serge Bossac (Kent), Guy Moatty (le fou), Michel Chaigneau (Albany), Bernard Gauthier (Cornouailles), Paul Delon (Gloucester), François Louviane (Edmond), Jean-Pierre Frémont (Edgar), Claude Cartoux (Goneril), Colette Allègre (Régane), Andrée Amavet (Cordélia), Patrick Antoine (Oswald)
- 2 mai 1963 : Paris, théâtre Sarah-Bernhardt (théâtre des Nations)

King Lear (version originale), Peter Brook (mise en scène, scénographie), Royal Shakespeare Company de Stratford-upon-Avon
- 12 janvier 1966 : Toulouse, théâtre Daniel-Sorano

Yves Bonnefoy (traduction), Le Grenier de Toulouse, Maurice Sarrazin, Martin Elizondo, Alain-Alexis Barascq (mise en scène), Pierre Fichet (scénographie), Jean-Claude Sotto (costumes), Maurice Sarrazin (Lear), Serge Dekramer (Kent), Jean Bousquet (le fou), Jean Hort (Gloucester), Jean Favarel (Edmond), Michel Simonian (Edgar), Louis Granville (Albany), Claude Marcan (Cornouailles), Simone Turck (Goneril), Josiane Heuillet (Régane), Fabienne Tonnel (Cordelia), Jacques Cavanhac (Oswald)
- 6 mai 1967 : Paris, théâtre national de Chaillot

Maurice Clavel (traduction), Théâtre national populaire, Georges Wilson (mise en scène), Jacques Le Marquet (scénographie), Ivo Malec (musique), Georges Wilson (Lear), Jacques Harden (Kent), François Maistre (le fou), André Reybaz (Gloucester), José-Maria Flotats (Edgar), Charles Denner (Edmond), Éléonore Hirt (Goneril), Judith Magre (Régane), Monique Lejeune (Cordélia), Georges Riquier (Cornouailles), Mario Pilar (Albany), Michel Beaune (Oswald)
- 23 avril 1970 : Nanterre, théâtre des Amandiers (et 13 mai 1970, Maison de la Culture du Havre)

Yves Bonnefoy (traduction), Pierre Debauche (mise en scène), Pierre Laville (dramaturgie), Yannis Kokkos (scénographie), Pierre Debauche (Lear), Roger Jacquet (Kent), Paul Crauchet (le fou), Jacques Debary (Gloucester), Maurice Bénichou (Edgar), Gérard Desarthe (Edmond), Michelle Marquais (Goneril), Danièle Lebrun (Régane), Dominique Labourier (Cordélia), Bernard Waver (Albany), Raoul Billerey (Cornouailles), Marc Bonseignour (Oswald)
- 12 novembre 1976 : Saint-Étienne, Salle des mutilés du travail

Daniel Benoin (traduction), Comédie de Saint-Étienne, Daniel Benoin, Dominique Pichon (mise en scène), Jean-Paul Ollagnon (scénographie), Jean-Marc Bory (Lear), Pascale Audret (Goneril), Jean-Michel Dupuis, Gilles Segal, Jacques Bellay, Marcel Champel, Bernard Crommbey, Paul Descombes, Alain Duclos, Daniel Laloux, Hubert Saint, Françoise Thuries, Josée Yanne
- 2 novembre 1977 : Paris, Odéon-Théâtre de l'Europe

Angelo Della Giacoma, Luigi Lunari (traduction), Piccolo Teatro di Milano, Giorgio Strehler (mise en scène), Ezio Frigerio (scénographie), Fiorenzo Carpi (musique), Tino Carraro (Lear)
- 25 juillet 1978 : Festival de Vaison-la-Romaine

Michel Bernardini (traduction), mise en scène Yves Gasc, avec Jean Marais(Lear), Gisèle Touret (Edgar) et en 1979 au Théâtre de l'Athénée-Louis-Jouvet (Paris) - Producteurs : Jean-Claude Houdinière et Loïc Vollard
- 11 juillet 1981 : Festival d'Avignon, Palais des Papes

Michel Vittoz (traduction), théâtre du Miroir (Paris), Daniel Mesguich (mise en scène), Thierry Delory (scénographie), Philippe Morier-Genoud (Lear), Christian Defleur (Kent), Éric Frey (le fou), Gérald Robard (Gloucester), Jean-Yves Buquet (Edmond), Redjep Mitrovitsa (Edgar), Anne Rondags (Goneril), Catherine Berriane (Régane), Catherine Rougelin (Cordélia), Jean-Marc Bourg (Albany), Frédéric El Guedj (Cornouailles), Alain Lenglet (Oswald)
- 10 novembre 1981 : Comédie de Caen - Théâtre municipal de Caen Jean-Pierre Renault (Traduction), Comédie de Caen (Caen)

Michel Dubois (mise en scène), Michel Dubois, Laurent Quentin & William Underdown (scénographie), Françoise Darne (costumes), Joël Migne (musique), Alain Banville, Claude Cormier (Lumières), Acteurs: Claude bonin, Michel Caccia (Le Fou) Catherine Cauwer, Michel Chaigneau (Kent), Peirre Dios (Gloucester), Jean-Marie Frin (Edgard), Jean-Claude Frissung (Edmond), Alain Perron, Yvon Poirrier (Oswald), Françoise Rigal, Idwig Stéphane (Lear), Emmanuelle Stochl, Bruno Wacrenier, Claude Yersin (Albany), Marc Fégé.
- 17 mars 1986 : Strasbourg, théâtre national de Strasbourg (reprise 3 mars 1987 : MC93 Bobigny)

Yves Bonnefoy (traduction), Matthias Langhoff (mise en scène), Léo Van't Schip (scénographie), Olivier Dejours (musique), Serge Merlin (Lear), Marc Berman (Kent), François Chattot (le fou), Raymond Jourdan (Gloucester), Charlie Nelson (Edgar), Ahmed Belbachir (Edmond), Laurence Calame (Goneril), Agnès Dewitte (Regane), Michèle Feruse (Cordélia), François Chattot (Albany), Thierry Bosc (Cornouailles), Antoine Basler (Oswald)
- 15 septembre 1993 : Théâtre de Gennevilliers (reprise 16/9/94, théâtre du gymnase, Marseille), Mise en scène Bernard Sobel, Maria Casarès (Lear), Agnès Sourdillon (Goneril), Stéphanie Schwartzbrod (Régane), Cécile Garcia-Fogel (Cordelia), Xavier Guittet (le Roi de France), Denis Léger-Milhau (le Duc de Bourgogne), Nicolas Rossier (le Duc de Cornouailles, époux de Régane), Jean Badin (le Duc d'Albany, époux de Goneril), Alain MacMoy (le Comte de Gloucester), Claude Duparfait (Edgar, fils de Gloucester), Frédéric Pellegeay (Edmond, fils bâtard de Gloucester), Jean-Pierre Bagot (le Comte de Kent), Michel Bompoil (Oswald, intendant de Goneril), Claude Guyonnet (le Fou).
- 1995 : Paris, Odéon-Théâtre de l'Europe (reprise 12 décembre 1996 : théâtre national de Strasbourg)

Daniel Loayza (traduction), Georges Lavaudant (mise en scène), Moïse Touré (assistant à la mise en scène), Frédérique Marie-Nuñez (répétitrice), Jean-Pierre Vergier (scénographie), Philippe Morier-Genoud (Lear), Marc Betton, François Caron, Pascal Elso, Vincent Winterhalter, Gilles Arbona, Louis Beyler, Jean-Marie Boëglin, Olivier Coloni, Philippe Demarle, Laurent Fernandez, Laurent Manzoni, Sylvie Orcier, Annie Perret, Marie-Paule Trystram, Bernard Vergne
- 3 octobre 2000 : Vincennes, théâtre de la Tempête (reprise le 15 janvier 2002 : théâtre des 13 vents Montpellier)

Luc de Goustine (traduction), Philippe Adrien (mise en scène), Gérard Didier (scénographie), Ghédalia Tazartès (musique), Victor Garrivier (Lear), Jean-Pol Dubois (Kent), Wolfgang Kleinertz (Gloucester), Olivier Constant (Edgar), Catherine Rétoré (Goneril), Sylvie Debrun (Regane), Natacha Mircovich (Cordélia), Jean-François Vlérick (Cornouailles), Dominik Bernard (Oswald), Bruno Blairet (Edmond), Éric Challier (Albany), Alain Dzukam (le Fou), David Stanley
- 3 au 14 décembre 2002 : Nancy, théâtre de la Manufacture

King Lear (version originale), Royal Shakespeare Company de Stratford-upon-Avon, Declan Donnellan (mise en scène), Nick Ormerod (scénographie), Jane Gibson (chorégraphie), Nonso Anozie (Lear), Dean Ashton, Kirsty Besterman, Matthew Douglas, Sarah Everard, Guy Flanagan, Bruce Godfree, Kieran Hill, Edward Hogg, Aishling Howard, Ryan Kiggell, Katherine Manners, Steven Robertson, Adam Webb, Robert Wynn, Mo Zainal
- 19 janvier 2006 : Paris, Odéon-Théâtre de l'Europe

Jean-Michel Déprats (traduction), André Engel (mise en scène), Dominique Muller-Wakhevitch (dramaturgie), Nicky Rieti (scénographie), Michel Piccoli (Lear), Gérard Desarthe (Kent), Jean-Paul Farré, Jérôme Kircher, Julie-Marie Parmentier, Lisa Martino, Anne Sée, Rémy Carpentier, Jean-Claude Jay, Gilles Kneusé, Lucien Marchal, Gérard Watkins
- 16 mai 2007 : Toulouse, TNT-Théâtre national de Toulouse-Midi-Pyrénées

Daniel Loayza (traduction), Michel Mathieu (mise en scène), Yann Frouin (assistant mise en scène), Pierre Dequivre (scénographie), Sébastien Cirotteau (musique), Bruno Wagner (vidéo), Christian Toullec (lumières), Alberto Burnichon (régie générale), Dominique Collignon-Maurin (Lear), Natalie Artois, Séverine Astel, Hassan Ayoudj-Tess, Andrée Benchétrit, Sébastien Lange, Jacky Lecannelier, Kaf Malère, Jean-Yves Michaux, Mélyssa Michel, Alex Moreu, Quentin Siesling
- 21 juillet 2007 : Festival d'Avignon, cour d'honneur du palais des Papes (et tournée du 1er octobre 2007 au 11 avril 2008 : théâtre Nanterre-Amandiers, Théâtre national de Strasbourg, Comédie de Clermont-Ferrand, La Comédie de Béthune, Scène nationale d'Orléans, Bonlieu Scène nationale Annecy, espace Malraux Chambéry, théâtre des Salins Martigues, Théâtre National de Nice, Le Volcan Le Havre, TNT-Théâtre national de Toulouse-Midi-Pyrénées, Comédie de Valence, Château Rouge Annemasse, Maison de la Culture de Bourges, La Rose des Vents Villeneuve-d'Ascq, TNB-Théâtre national de Bretagne Rennes, La Coursive La Rochelle, TNBA-Théâtre national de Bordeaux en Aquitaine)

Pascal Collin (traduction), TNB-Théâtre national de Bretagne Rennes (production), Jean-François Sivadier (mise en scène), Christian Tirole (scénographie), Frédéric Fresson (musique), Nicolas Bouchaud (Lear), Norah Krief (Cordélia et le fou), Stephen Butel, Murielle Colvez, Vincent Dissez, Vincent Guédon, Nicolas Lê Quang, Christophe Ratandra, Nadia Vonderheyden, Rachid Zanouda.
- 9 novembre 2007 : Sartrouville, théâtre de Sartrouville (et tournée du 11 décembre 2007 au 7 février 2008 : L'ARC Le Creusot, L'Hexagone de Meylan, théâtre de Villefranche-sur-Saône, Le Dôme Théâtre Albertville, théâtre de Bourg-en-Bresse, Nouveau Théâtre de Besançon, théâtre de la Renaissance Oullins, Le Carré Château-Gontier

Dorothée Zumstein (traduction), Laurent Fréchuret (mise en scène), Stéphanie Mathieu (scénographie), Dominique Lentin (musique), Dominique Pinon, Xavier Boulanger, Philippe Duclos, Éric Frey, Thierry Blanc, Sophie Cattani, Odja Llorca, Caroline Piette, Éric Challier, Thierry Gibault, Hervé Lassïnce, Vincent Nadal, Rémi Rauzier
- 2 octobre 2008 : Montpellier, Théâtre des 13 vents (et tournée du 6 novembre 2008 au 14 novembre 2009 : Centre dramatique régional de Tours-Nouvel Olympia Tours, Théâtre national de Nice, La Criée Marseille, Théâtre de la Manufacture Nancy)

Jean-Claude Fall (traduction), Jean-Claude Fall (mise en scène), Gérard Lieber (dramaturgie), Gérard Didier (scénographie), Dmitri Chostakovitch musique), Jean-Claude Fall (Lear), Jean-Claude Bonnifait (Kent), Christel Touret (le fou), Patrick Oton (Gloucester), David Ayala (Edgar), Luc Sabot (Edmond), Isabelle Fürst (Goneril), Fanny Rudelle (Régane), Christel Touret (Cordélia), Julien Guill (Albany), Grégory Nardella (Cornouailles), Alex Selmane (Oswald)
- 5 au 20 avril 2013 : Agen, Le Théâtre du jour

Pierre Debauche (mise en scène), Jean-Claude Drouot (Le roi Lear), Robert Angebaud, Peio Berterretche (Edmond), Margot Cervier, Emmanuelle Degeorges, Steven Dos Santos, Christelle Ferreira.
- 26 au 28 septembre 2014 : Paris-La Cartoucherie, Théâtre du Soleil

Écrit, dirigé, et interprété par Wu Hsing-Kuo / le Contemporary Legend Theatre (Taïwan), en mandarin surtitré ; traduction Pascale Wei-Guinot.
- 4 au 8 et du 10 au 13 juillet 2015 : Festival d'Avignon, cour d'honneur du Palais des Papes

Olivier Py (mise en scène), Philippe Girard (Le roi Lear), Jean-Damien Barbin, Amira Casar, Nâzim Boudjenah, Eddie Chignara, Jean-Marie Winling.
- 11 septembre au 20 décembre 2015 : Paris, Théâtre de la Madeleine (et tournée en 2016)

Jean-Luc Revol (traduction et mise en scène), Michel Aumont (Lear), Marianne Basler (Goneril), Bruno Abraham-Kremer (Kent), Agathe Bonitzer (Cordelia), Anne Bouvier (Regan), Olivier Breitman (Albany), Frédéric Chevaux (Chevalier), Denis D'Arcangelo (Fou), Arnaud Denis (Edmond), Jean-Paul Farré (Gloucester), Nicolas Gaspar (Bourgogne), Eric Guého (Oswald), Martin Guillaud (France), José-Antonio Pereira (Edgar), Eric Verdin (Cornwall).
- 3 au 28 novembre 2021 : Paris, Théâtre de la Porte-Saint-Martin - Théâtre de la Ville hors les murs

Mise en scène Georges Lavaudant, Jacques Weber (Lear), Astrid Bas (Goneril), Frédéric Borie (Cornouailles), Thomas Durand (Oswald et Duc de Bourgogne), Babacar M'Baye Fall (Kent), Clovis Fouin-Agoutin (Albany), Bénédicte Guilbert (Cordélia), Manuel Le Lièvre (le fou, le vieillard et le médecin), François Marthouret (Gloucester), Laurent Papot (Edmund), José-Antonio Pereira (le roi de France, un gentilhomme), Grace Seri (Régane), Thibault Vinçon (Edgar) et Thomas Trigeard

### Ailleurs dans le monde

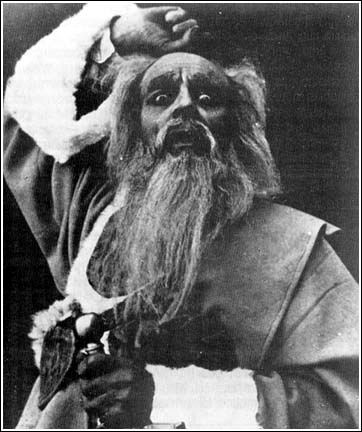
Dobrica Milutinović dans le rôle de Lear (1924).

- 1999 : Théâtre du Jorat, Mézières (Suisse). Traduction et adaptation de Marblum Jequier. Mise en scène : Michel Grobéty. Créée et filmée au théâtre du Jorat en juin 1999

Avec : Pierre Santini, Isabelle Bosson, Emmanuelle Ricci, Anne Vouilloz, Anne-Sylvie Casagrande, Maurice Aufair, Antoine Auberson, Jean Bruno, Camillo De Cesare, Yves Jenny, Frédéric Martin, Thierry Jorand, Michel Voïta, Frédéric Jacot, Jean-Philippe Meyer. Scénographie : Vincent Mangeat. Costumes : Christa de Carouge. Musique : Pascal Auberson et Antoine Auberson. Lumière : Michel Boillet. Maquillages : Catherine Zingg. Réalisation : Christian Liardet
- 2006 : Varsovie, théâtre de la Liberté (Teatr Na Woli)

mise en scène Andreï Kontchalovski, Daniel Olbrychski (Lear)

## Traductions

### En français
- 1779 : Pierre-Prime-Félicien Le Tourneur (1736-1788), Shakespeare traduit de l'anglois par M. Le Tourneur, avec, dans le t. 1, une épître dédicatoire au roi signée Le Comte de Catuelan, Le Tourneur et Fontaine-Malherbe, t. 5 : Le Roi Lear, Hamlet, Paris, Mérigot jeune, 304 p.
  - 1821 : François Guizot (1787-1874), Œuvres complètes de Shakespeare, révision des traductions de Le Tourneur précédée d'une notice biographique et littéraire sur Shakespeare par François Guizot, t. 5 : Le Roi Lear, Cymbeline, La méchante femme mise à la raison, Peines d'amour perdues, Périclès, Paris, Ladvocat,
  - 1821 : Voltaire (1694-1778) et Jean-François de La Harpe (1739-1803), Œuvres de Shakespeare, traductions de Le Tourneur commentées par Voltaire et de La Harpe, t. 3 : Le Roi Lear, Timon d'Athènes, Les Deux gentilshommes de Vérone, Paris, Brissot-Thivars
  - 1835 : Henri Horace Meyer, Œuvres dramatiques de Shakespeare, traductions de Le Tourneur précédées d'une notice biographique et littéraire (Vie de Shakespeare), t. 1 : Othello, ou le More de Venise, La Tempête, Jules César, Roméo et Juliette, Coriolan, La Vie et la mort du roi Richard II, Macbeth, Le Roi Lear, Comme vous l'aimez, Titus Andronicus, Le Songe d'une nuit du milieu de l'été, Timon d'Athènes, Le Marchand de Venise, Antoine et Cléopâtre, Beaucoup de bruit pour rien, Paris, A. Saintin
  - 1897 : Pierre-Prime-Félicien Le Tourneur, Le Roi Lear, Paris, Librairie de la bibliothèque nationale, coll. « Les meilleurs auteurs anciens et modernes », p. 159
- 1783 : Jean-François Ducis[34] (1733-1816), Le Roi Lear, tragédie en 5 actes par M. Ducis, représentée à Versailles le 16 janvier 1783 et à Paris le 26 du même mois par les Comédiens français, Paris : P.-F. Gueffier, 116 p.
  - 1824 : Jean-François Ducis (1733-1816), Œuvres complètes de Shakespeare, adaptation des traductions de Le Tourneur, t. 2 : Œdipe chez Admète, Le Roi Lear, Macbeth, Paris, Librairie de Bure,
- 1839 : Benjamin Laroche (1797-1852), Œuvres complètes de Shakespeare, précédées d'une introduction sur le génie de Shakespeare par Alexandre Dumas, t. 2 : Le Roi Jean, Richard II, Henri IV, Henri V, Henri VI, Richard III, Henri VIII, Timon d'Athènes, Songe d'une nuit d'été, Coriolan, Jules César, Antoine et Cléopâtre, Macbeth, Hamlet, Le Roi Lear, Paris, Marchant
  - 1844 : Benjamin Laroche, idem, Paris, Société du Panthéon littéraire
  - 1854 : Benjamin Laroche, Œuvres complètes de Shakespeare, traduction nouvelle, t. 4 : Le Roi Lear, Périclès, prince de Tyr, Comme il vous plaira, Coriolan, Jules César, Antoine et Cléopâtre, Paris, Charpentier
  - 1875 : Benjamin Laroche, Œuvres complètes de Shakespeare, traduction nouvelle, édition illustrée de gravures sur bois de Deghouy sur dessins originaux de Félix Barrias, t. 2 : Le Roi Lear, Périclès prince de Tyr, Comme il vous plaira, Coriolan, Jules César, Antoine et Cléopâtre, Le Songe d'une nuit d'été, Timon d'Athènes, Le Roi Jean, Richard II, Henri IV, Henri V, Henri VI, Richard III, Henri VIII, Paris, librairie de l'Écho de la Sorbonne
- 1839 : Francisque Michel (1809-1887), Œuvres complètes de Shakespeare, traduction entièrement revue sur le texte anglais et précédée de la vie de Shakespeare par Woodsworth et des remarques sur la vie et les ouvrages de William Shakespeare par Thomas Campbell, t. 1 : Othello ou le More de Venise, La Tempête, Jules César, Roméo et Juliette, Coriolan, La Vie et la mort du roi Richard II, Macbeth, Le Roi Lear, Comme vous l'aimez, Titus Andronicus, Le Songe d'une nuit du milieu de l'été, Timon d'Athènes, Le Marchand de Venise, Paris, H. Delloye
  - 1855 : Francisque Michel, idem, Paris, imprimerie de Firmin-Didot frères
  - 1869 : Francisque Michel, Œuvres choisies de Shakespeare, t. 2 : Le Roi Lear, Le Marchand de Venise, Mesure pour mesure, Henry IV roi d'Angleterre, Paris, Firmin-Didot frères, fils et Cie
  - 1875 : Francisque Michel, Œuvres choisies de Shakespeare : Le Roi Léar, Le Marchand de Venise, Mesure pour mesure, Henri IV, précédé de Remarques sur la vie et les ouvrages de Shakespeare par Thomas Campbell, Paris, librairie de Paris Firmin-Didot et Cie, coll. « Collection des Classiques », 572 p.
- 1857 : Édouard Devicque (1830-1863) et Henri Crisafulli (1827-1900), Le Roi Lear : drame en 5 actes et 12 tableaux représenté pour la première fois, à Paris, sur le Théâtre Impérial du Cirque le jeudi 10 septembre 1857, Paris, Librairie théâtrale, 87 p.
- 1859 : François-Victor Hugo (1828-1873), Œuvres complètes de Shakespeare, v. 9 : La famille : Coriolan, Le Roi Lear, Paris, Pagnerre
  - 1865 : François-Victor Hugo, idem, préface de Victor Hugo
  - 1872 : François-Victor Hugo, idem, 478 p.
  - 1879 : François-Victor Hugo, Œuvres complètes de Shakespeare, préface de Victor Hugo, v. 11 : Henry VIII, Le Roi Lear, Paris, A. Lemerre
  - 1938 : François-Victor Hugo, Jules Supervielle, Eugène Morand, Shakespeare, Théâtre complet 2 : Comme il vous plaira, Le Soir des Rois, Hamlet, Les Joyeuses épouses de Windsor, Troylus et Cressida, Tout est bien qui finit bien, Mesure pour mesure, Othello, Le Roi Lear, Macbeth, Antoine et Cléopâtre, Coriolan, Timon d'Athènes, Périclès, Cymbeline, Le Conte d'hiver, La Tempête, Henry VIII, avant-propos d'André Gide (1869-1951), Paris, Gallimard, coll. « Bibliothèque de la Pléiade », 1359 p.
  - 1944 : François-Victor Hugo, Le Roi Lear, Mesure pour mesure, traduction entièrement revue et annotée par Christine et René Lalou, Paris, Éditions de Cluny, coll. « Œuvres de William Shakespeare, drames, 3, Bibliothèque classique de Cluny », 258 p.
  - 1949 : François-Victor Hugo, William Shakespeare, œuvres complètes, eaux-fortes enluminées de Maurice Leroy, t. 5 : Le Roi Lear, Cymbeline, Paris, Éditions Arc-en-ciel
  - 1964 : François-Victor Hugo, Shakespeare. Othello, Le Roi Lear, Macbeth, préface et notices par Germaine Landré, Paris, Garnier-Flammarion, 320 p.
  - 1964 : François-Victor Hugo, Shakespeare. Théâtre complet, t. 3 : Mesure pour mesure, Othello, Le Roi Lear, Macbeth, Antoine et Cléopâtre, Coriolan, Timon d'Athènes, Périclès, Cymbeline, Le Conte d'hiver, La Tempête, Henri VIII, introduction, notices et notes par Joseph-Barthélemy Fort, Paris, Garnier frères, 1143 p.
  - 1971 : François-Victor Hugo, Les Chefs-d'œuvre de Shakespeare, t. 4 : Macbeth, Le Roi Lear, illustrations de Jean Gradassi, Nice, Le Chant des sphères, 201 p.
  - 2000 : François-Victor Hugo, Le Roi Lear, Paris, Édition J'ai lu, coll. « Librio », 126 p.  (ISBN 2-290-30491-3)
- 1860 : François Guizot (1787-1874), Œuvres complètes de Shakespeare avec une étude sur Shakespeare, des notices sur chaque pièce et des notes, t. 5 : Le Roi Lear, Cymbeline, La Méchante femme mise à la raison, Peines d'amour perdues, Périclès, Paris, Didier
  - 1938 : François Guizot, Œuvres dramatiques de Shakespeare, t. 3 : Hamlet prince de Danemark, Le Roi Lear, Paris, H. Béziat, coll. « Écrivains illustres », 192 p.
- 1867 : Émile Montégut (1826-1895), Œuvres complètes de Shakespeare, v. 8 : Antoine et Cléopâtre, Périclès, Le Roi Lear, Macbeth, Paris, Hachette
  - 1870 : Émile Montégut, Œuvres complètes de Shakespeare, v. 3 : Les Grands Drames : Troïlus et Cressida, Timon d'Athènes, Coriolan, Jules César, Antoine et Cléopâtre, Roméo et Juliette, Othello ou le Maure de Venise, Macbeth, Hamlet, Le Roi Lear, Cymbeline, Périclès, Paris, Hachette
  - 1876 : Émile Montégut, Œuvres complètes de Shakespeare, v. 8 : Antoine et Cléopâtre, Périclès, Le Roi Lear, Macbeth, Paris, Hachette
  - 1881, 1889, 1899, 1903, 1906, 1909, 1912 : Émile Montégut, idem
- 1868 : Jules Lacroix (1809-1887), Le Roi Lear : drame en cinq actes, et en vers imité de Shakespeare, représenté pour la première fois, à Paris, sur le théâtre impérial de l'Odéon, le 6 avril 1868, Paris, Michel-Lévy frères, 144 p.
- 1869 : Pierre-Edmond-Patient Herpin (abbé), Le Roi Lear, de W. Shakespeare, traduction en vers, Rennes, imprimerie A. Leroy fils, 212 p.
- 1904 : Pierre Loti (1850-1923) et Émile Vedel (1858-1937), Le Roi Lear, William Shakespeare, traduit par Pierre Loti et Émile Vedel, Paris, Calmann-Lévy, 237 p. et L'Illustration théâtrale du 17 décembre 1904
  - 1916 : Pierre Loti et Émile Vedel, Le Roi Lear : La Vraie Chronique et histoire de la vie et de la mort du roi Lear et de ses trois filles, avec la vie de l'infortuné Edgar, fils et héritier du comte de Gloster et de sa prétendue démence, comme elle fut jouée devant le Roi à Whitehall le 26 décembre 1606 édition pour le tricentenaire de la mort de Shakespeare ornée de gravures sur bois par Jean Lébédeff, Paris, Société littéraire de France, 63 p.
- 1908 : Georges Duval (1847-1919), Œuvres dramatiques de William Shakespeare, traduction entièrement conforme au texte anglais, v. 4 : Le Roi Lear, Le Roi Henry V, La première partie de Henry VI, La seconde partie de Henry VI, La troisième partie de Henry VI, Paris, Flammarion, 510 p.
- 1924 : Georges Roth (1887-1975), Œuvres choisies de Shakespeare, t. 4 : Othello, Le Roi Lear, Macbeth, Paris, Larousse, 263 p.
- 1931 : Jules Derocquigny (1860-1936), La Tragédie du Roi Lear, William Shakespeare, texte en anglais et traduction française en regard, Paris, Les Belles lettres, 274 p.
  - 1961 : Jules Derocquigny, idem
  - 1990 : Jules Derocquigny, idem  (ISBN 2-251-37219-9)
- 1939 : Jacques Copeau (1879-1949) et Suzanne Bing (1885-1967), Les Tragédies de Shakespeare, traduites par Suzanne Bing et Jacques Copeau, illustrées par Edy-Legrand : Titus Andronicus, Roméo et Juliette, Jules César, Hamlet, Othello, Macbeth, Antoine et Cléopâtre, Le Roi Lear, Coriolan, Timon d'Athènes, Paris, Union latine d'éditions
- 1941 : Pierre Messiaen (1883-1957), William Shakespeare. Les Tragédies. Roméo et Juliette, Jules César, Troïlus et Cressida, Hamlet, Othello, Le Roi Lear, Macbeth, Timon d'Athènes, Antoine et Cléopâtre, Coriolan, Périclès, Cymbeline, notes et remarques du traducteur, Paris, Desclée de Brouwer, 1559 p.
- 1942 : Camille Chemin (1878-1959), Le Roi Lear : la vraie chronique et histoire de la vie et de la mort du roi Lear et de ses trois filles, avec la vie de l'infortuné Edgar, fils et héritier du comte de Gloster et sa prétendue démence, Paris, Aubier, DL, coll. « Collection bilingue des classiques étrangers », texte anglais et traduction française en regard, 317 p.
  - 1976 : Camille Chemin, introduction et bibliographie par A. Maurocordato, Le Roi Lear, Paris, Aubier-Montaigne, 317 p.  (ISBN 2-7007-0048-1)
- 1959 : Pierre Leyris (1907-2001) et Élizabeth Holland, Shakespeare, Théâtre complet, avant-propos d'André Gide, introduction générale et textes de présentation des comédies et tragédies par Henri Fluchère et Jean Fuzier, t. 2 : Le Roi Lear, Paris, Gallimard, coll. « Bibliothèque de la Pléiade », 1385 p.
- 1964 : Paul Arnold (1909-1992), Œuvres de Shakespeare, t. 5 : Le Roi Lear, La Vie de Timon d'Athènes, Paris, Albin Michel, 287 p.
- 1965 : Yves Bonnefoy (1923-2016), Le Roi Lear, Paris, Mercure de France, 201 p.
  - 1978 : Yves Bonnefoy, William Shakespeare, Hamlet, Le Roi Lear, Paris, Gallimard, coll. « Folio », 413 p.  (ISBN 2-07-037069-0)
  - 1991 : Yves Bonnefoy, Le Roi Lear, nouvelle édition revue et corrigée, Paris, Mercure de France, 182 p.  (ISBN 2-7152-1645-9)
- 1965 : Jean-Louis Curtis (1917-1995), Le Roi Lear, Paris, Gallimard, coll. « Le Manteau d'Arlequin », 285 p.
  - 1987 : Jean-Louis Curtis, idem  (ISBN 2-07-070981-7)
- 1967 : Maurice Clavel (1920-1979), Le Roi Lear : la vraie chronique et histoire de la vie et de la mort du roi Lear et de ses trois filles avec la vie de l'infortuné Edgar, fils et héritier du comte de Gloucester et sa prétendue démence, Paris, Gallimard, coll. « Théâtre national populaire », 155 p.
- 1976 : Daniel Benoin (1947-....), Le Roi Lear, texte, analyses, mise en scène, études de Jacques Bellay, Daniel Benoin, Alain Duclos, Christian Eychène, Saint-Étienne, Comédie de Saint-Étienne, Lyon, Centre d'études et de recherches théâtrales Université Lyon II, 114 p.  (ISBN 2-7277-0000-8)
- 1981 : Jean-Pierre Renault (1948-....), Le Roi Lear, Caen, Comédie de Caen, 192 p. (BNF 39488459)
- 1984 : Jean Vauthier (1910-1992), Roi Lear de Shakespeare, création au théâtre national de Marseille-La Criée Marcel-Maréchal le 7 février 1984, version française pour la scène de Jean Vauthier, Marseille, J. Laffitte, coll. « Approches. Répertoire », 186 p.  (ISBN 2-86276-076-5)
- 1992 : Jean Gillibert (1925-2014), Le Roi Lear, Paris, Phébus, coll. « Verso », 159 p.  (ISBN 2-85940-236-5)
- 1992 : Jean Malaplate (1923-2019), Le Roi Lear, préface de Marie-Thérèse Jones-Davies, texte des éditions de 1608 et 1623, Paris, José Corti, édition bilingue, 310 p.  (ISBN 2-7143-0432-X)
- 1993 : Jean-Michel Déprats (1949-....), La Tragédie du roi Lear, préface Gisèle Venet, Paris, Gallimard, coll. « Folio. Théâtre », 285 p.  (ISBN 978-2-07-038709-0)
- 1995 : Armand Robin (1912-1961), Le Roi Lear, préface par Bertram Leon Joseph, Paris, Flammarion, édition bilingue, 435 p.  (ISBN 978-2-08-070882-3)
- 1998 : Jacques Drillon (1954-2021), Le Roi Lear, précédé de Traduire Shakespeare ou La Trahison par la révérence, transcription pour la scène française, Arles, Actes Sud, coll. « Un endroit où aller », 214 p.  (ISBN 2-7427-1645-9)
- 2000 : Luc de Goustine (1938-....), La Tragédie du roi Lear, Paris, L'Arche, coll. « Scène ouverte », 176 p.  (ISBN 2-85181-474-5)
- 2004 : Daniel Loayza (1961-....), Le Roi Lear, avant-propos de Georges Lavaudant, Ivry-sur-Seine, Éditions À propos, 222 p.  (ISBN 2-9516323-2-0)
- 2007 : Pascal Collin (1963-....), Le Roi Lear, Montreuil, Éditions théâtrales, coll. « En scène », Rennes, théâtre national de Bretagne-Rennes  (ISBN 978-2-84260-265-9)
- 2012 : Françoise Morvan (1958-....), Le Roi Lear, Besançon, Les Solitaires intempestifs ; Bruxelles, théâtre royal, postface de Margaret Jones-Davis  (ISBN 978-2-84681-346-4)
- 2015 : Olivier Py (1965-....), Le Roi Lear, Arles, Actes-Sud Papiers (adaptation)
- 2016 : Jean-Marc Lanteri, Le Roi Lear, éditions Circé (Le livre de poche, 2019)

### Autres langues

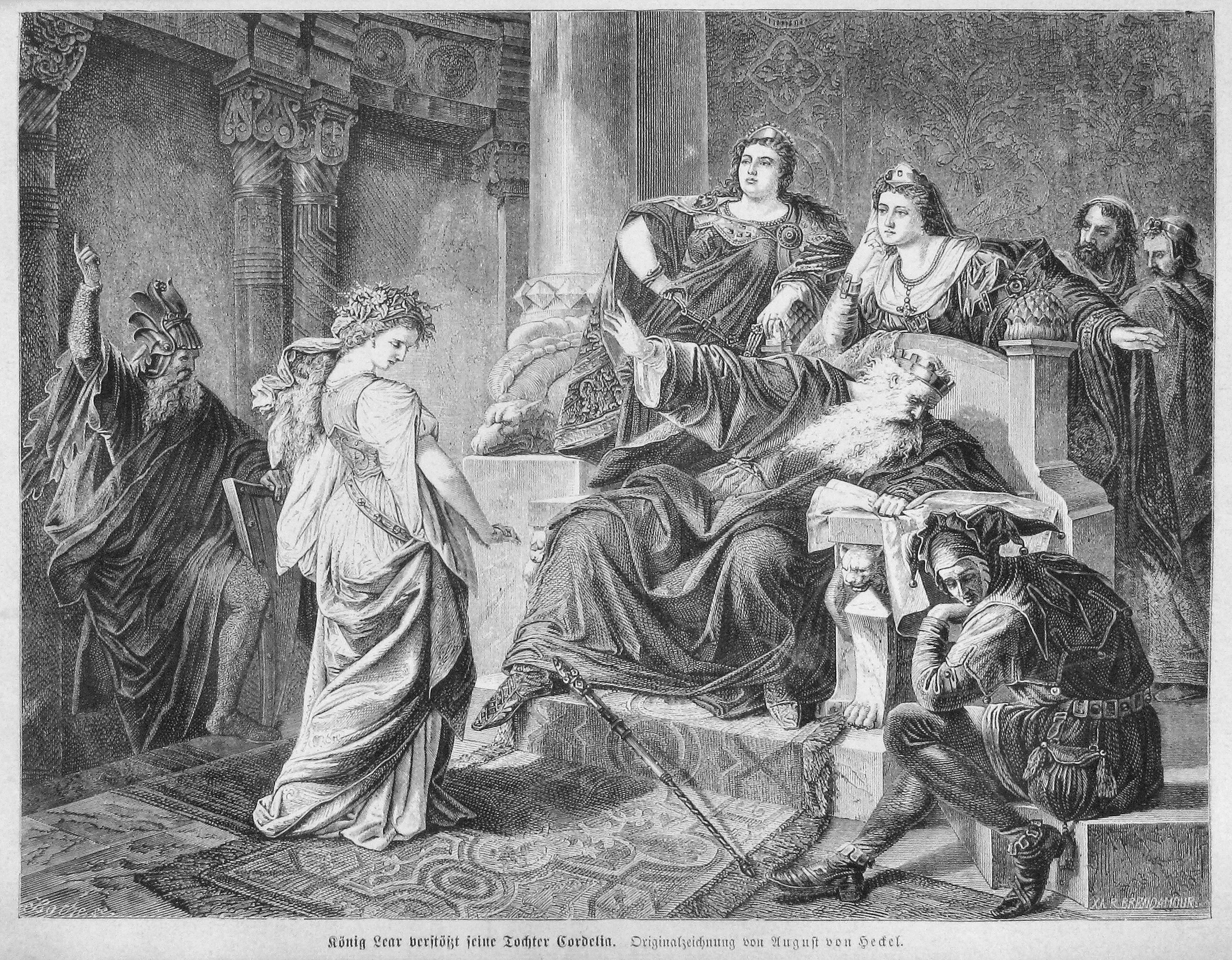
Illustration pour le magazine allemand Die Gartenlaube.

#### En portugais
- 2002 : Álvaro Barreirinhas Cunhal dit « Álvaro Cunhal » (1913-2005), O Rei Lear, Lisboa: Caminho, 2002, 3e éd.

Cunhal réalise cette traduction en 1960 alors qu'il est prisonnier politique.

## Analyses critiques

### À propos des personnages
Timothy J. Reiss, professeur émérite de l'Université de New York, affirme qu'il n'y a pas chez Shakespeare de personnage aussi complètement détruit « dans son être même » que Lear.

### À propos des adaptations
- King Lear Conference, de Florient Azoulay, mis en scène par Xavier Gallais, création en octobre 2016 à la Maison du barreau (Paris).

## Postérité artistique

### Dans la littérature
- Sur la dernière lande (1996), suite de poèmes de Claude Esteban inspirée du Roi Lear (in Morceaux de ciel, presque rien, Gallimard, 2001).
- Le Père Goriot (1835) d'Honoré de Balzac emprunterait le thème du Roi Lear selon Herbert J.Hunt[36].

Stefan Zweig voit dans la tragédie du Père Goriot un « roi Lear inconnu ».
- L'Exploitation (titre original : A Thousand Acres) (1991) de Jane Smiley, roman américain fortement inspiré de l'intrigue du Roi Lear, lauréat du prix Pulitzer en 1992.
- Station Eleven (2014) d'Emily St. John Mandel, débute sur le décès en scène d'un des personnages principaux du roman, pendant qu'il incarne le roi Lear à Toronto.

Alors que la civilisation s'est effondrée à la suite de la propagation foudroyante du virus de la grippe, une petite troupe de théâtre itinérante joue régulièrement Le Roi Lear de Shakespeare, convaincue que « survivre ne suffit pas ».
- Cordelia-requiescat (2013), cantate scénique à quatre voix d'Olivier Dhénin mettant en scène les personnages de Cordelia, Lear, Will Scarlet (personnage synthétisant Edgar et le Fou) et Malte Elsworth, fils de Régane. La pièce commence au retour de Cordelia, au moment où Lear est perdu dans la tempête (à l'acte III de la pièce de Shakespeare), et s'inspire de la véritable histoire britannique (avec la présence du neveu).

Création dans une mise en scène d'Olivier Dhénin du 30 mars au 10 avril 2016 au théâtre de Belleville dans le cadre des célébrations des 400 ans de Shakespeare, accompagnée d'une musique de scène de Jacques Boisgallais reprenant et développant les fragments écrits par Claude Debussy en 1904.

### Au cinéma
- 1910 : Le Roi Lear (Re Lear) de Giuseppe De Liguoro
- 1910 : Le Roi Lear (Re Lear) de Gerolamo Lo Savio
- 1916 : King Lear de Ernest C. Warde
- 1934 : Le Roi Lear juif (The Yiddish King Lear) de Harry Thomashefsky
- 1971 : Le Roi Lear (Король Лир) de Grigori Kozintsev, adaptation soviétique produite par Mosfilm, avec une photographie en noir et blanc et une musique de Dmitri Chostakovitch

Le scénario est inspiré d'une traduction de Boris Pasternak et du rôle de Lear joué par le comédien estonien Jüri Järvet.
- 1971 : King Lear de Peter Brook
- 1982 : Queen Lear de Mokhtar Chorfi
- 1985 : Ran de Kurosawa.
- 1987 : King Lear de Jean-Luc Godard
- 1999 : King Lear de Brian Blessed
- 2007 : The Last Lear de Rituparno Ghosh
- 2009 : Le Roi Lear de Joshua Michael Stern (tournage annulé).

### À la télévision
- 1953 : King Lear de Andrew McCullough, avec Orson Welles
- 1965 : Le Roi Lear de Jean Kerchbron, avec Michel Etcheverry
- 1982 : King Lear de Jonathan Miller, (BBC collection)[39],[40]
- 1983 : King Lear de Michael Elliott (en), avec Laurence Olivier
- 2007 : Le Roi Lear de Don Kent, avec Michel Piccoli

### Dans la musique
- Ouverture « Le Roi Lear », op. 4 d'Hector Berlioz (1831).
- Jacques-Nicolas Lemmens, Le Roi Lear, cantate (1847)
- François-Auguste Gevaert, Le Roi Lear, cantate (1847)
- Projet pour l'opéra Re Lear de Giuseppe Verdi demeuré à l'état de livret (1852-1896).
- Musique de scène de Mili Balakirev (1858-61)
- Poème symphonique, König Lear, op. 20 de Felix Weingartner (1895)
- Musique de scène (inachevée) de Claude Debussy : Fanfare et Le Sommeil de Lear, composée pour Le Roi Lear d'André Antoine (1904)
- Opéra Re Lear de Vito Frazzi sur un livret de Giovanni Papini (1939)
- Musique de scène de Dmitri Chostakovitch (1941)
- Des extraits d'une transmission radiophonique du Roi Lear par la BBC ont été utilisés à la fin de la chanson I Am the Walrus des Beatles en 1967.
- Opéra Lear d'Aribert Reimann (1978)
- King Lear du rappeur américain Sam Lachow (2013)

### Dans les jeux vidéo
- Dans le RPG japonais Final Fantasy 9, le personnage principal, membre du groupe de théâtre Les Tantalas, doit participer à une représentation mettant en scène un personnage nommé Roi Lear et sa fille Cordélia.
- Dans le jeu vidéo Assassin's Creed Valhalla, une suite de quêtes met en scène les filles du roi.

### Sources
- Traduction d'Yves Bonnefoy pour la rédaction de l'argument

## Crédit d'auteurs
- (en) Cet article est partiellement ou en totalité issu de l’article de Wikipédia en anglais intitulé « King Lear » (voir la liste des auteurs).

- (it) Cet article est partiellement ou en totalité issu de l’article de Wikipédia en italien intitulé « Re Lear » (voir la liste des auteurs).